# Paranal-Observatorium

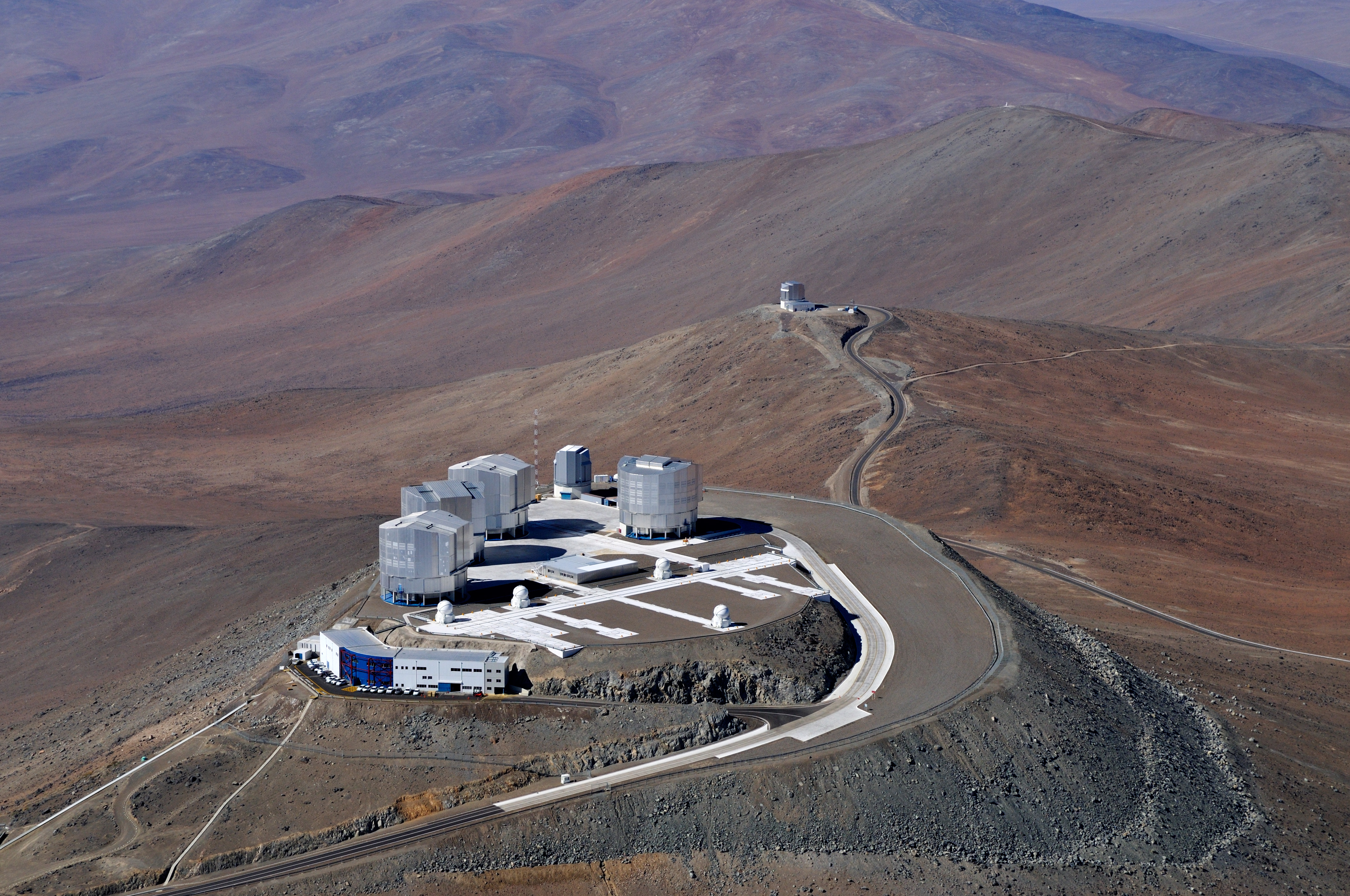
Das Plateau des Cerro Paranal mit dem Very Large Telescope; von vorne nach hinten: das Kontrollgebäude unterhalb des Plateaus, die kleineren Kuppeln der vier Auxillary-Teleskope, die Kuppeln von UT1 bis UT4: Antu, Kueyen, Melipal und Yepun; die kleinere Kuppel des VST. Auf dem Gipfel dahinter das Gebäude des VISTA.

Das Paranal-Observatorium ist eine astronomische Beobachtungsstation in der Atacama-Wüste im Norden Chiles, auf dem Berg Cerro Paranal. Dieser liegt etwa 120 km südlich der Stadt Antofagasta und 12 km von der Pazifikküste entfernt. Das Observatorium wird von der Europäischen Südsternwarte (ESO) betrieben und ist Standort des Very Large Telescope (VLT), des Very Large Telescope Interferometer (VLTI) sowie der Survey Telescopes VISTA und VST. Die Atmosphäre über dem Gipfel zeichnet sich durch eine trockene und außergewöhnlich ruhige Luftströmung aus, die den Berg zu einem sehr attraktiven Standort für eine Sternwarte macht. Um für das VLT ein Plateau zu schaffen, wurde Anfang der 1990er Jahre der Gipfel durch Sprengungen von 2660 m auf 2635 m abgetragen.

## Logistik und Infrastruktur auf Paranal

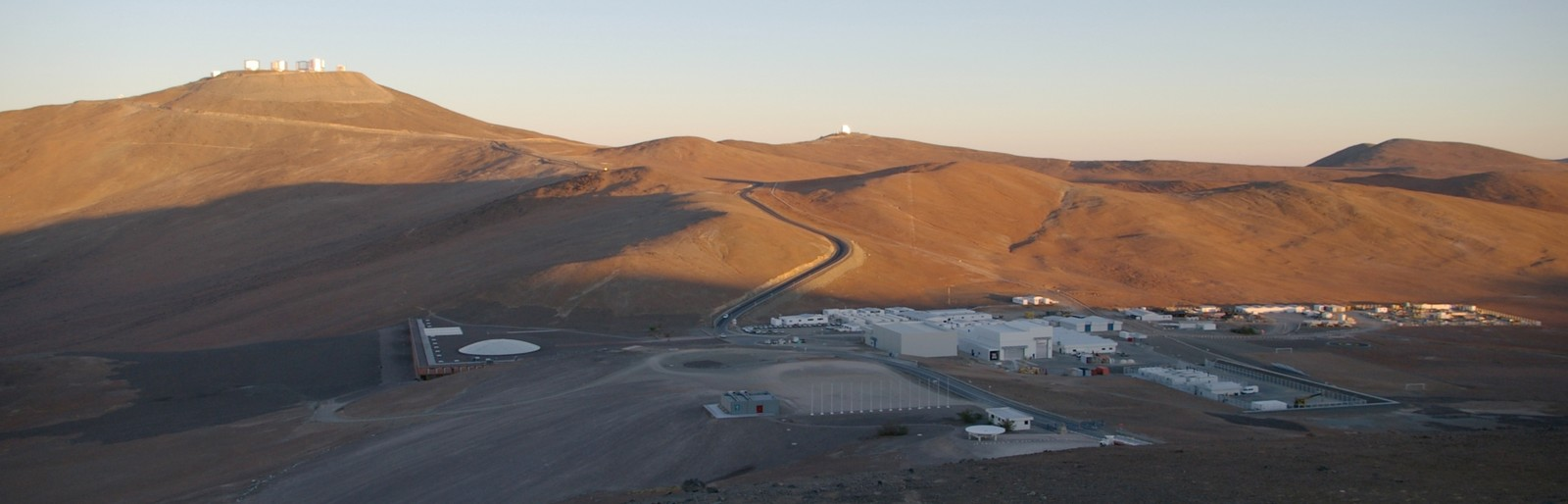
Das Paranal-Observatorium bei Sonnenaufgang, links oben Cerro Paranal mit dem VLT, Mitte oben das Surveyteleskop VISTA, links unten das ESO Hotel, Mitte und rechts unten das alte Basislager

Paranal befindet sich weitab der Hauptverkehrsrouten. Das Observatorium ist von Antofagasta aus nur durch eine mehrstündige Fahrt zu erreichen, wobei die letzten ca. 60 km über eine mittlerweile befestigte Piste führen, die von der Panamericana abzweigt. Es gibt keine Versorgungsleitungen nach Paranal. Alle Güter für den Betrieb und die Wartung der Teleskope sowie für die im Mittel etwa 130 Personen, die ständig auf dem Berg sind,
müssen lokal erzeugt oder vorrätig gehalten werden.

### Versorgung
Im Umfeld Antofagastas befinden sich mehrere Kupferminen, die unter ähnlichen Bedingungen arbeiten. Daher brauchte man die Infrastruktur nicht selbst aufzubauen, sondern konnte spezialisierte Versorgungsunternehmen beauftragen. Wasser wird täglich nach Bedarf von Tanklastzügen geliefert, etwa zwei- bis dreimal am Tag. Tanklastzüge bringen auch Treibstoff für die Tankstelle der observatoriumseigenen Fahrzeuge sowie bis Ende 2017 für die Gasturbine zur Stromerzeugung. Außerdem gab es noch drei Dieselgeneratoren, die allerdings nur bei Stromausfällen benutzt wurden. Seit Dezember 2017 ist das Observatorium direkt an das chilenische Stromnetz angeschlossen. Die Fahrzeuge werden lokal gewartet. Die wissenschaftlichen Instrumente benötigen spezielle Kühlung, für die flüssiger Stickstoff benötigt wird. Eine ESO-eigene Verflüssigungsanlage wurde 2006 dafür von La Silla nach Paranal transportiert, nachdem flüssiger Stickstoff die Jahre zuvor aus Antofagasta geliefert worden war. Telekommunikation, d. h. Telefonie, Videoverbindungen und Datenverkehr, wurde anfangs über eine von La Silla nach Paranal verlegte Uplinkstation zu einem Kommunikationssatelliten, dann über eine Mikrowellen-Richtfunkstrecke nach Antofagasta bereitgestellt. Ein im Jahr 2010 nach Antofagasta verlegtes Glasfaserkabel brachte schließlich eine Anbindung mit einer Datenrate von 10 Gbit/s, die für die Survey-Teleskope erforderlich war.

### Personal
Ingenieure und Wissenschaftler werden sowohl national in Chile als auch international rekrutiert, meist aus den Mitgliedsländern der ESO. Die offizielle Sprache ist Englisch, daneben werden auch Spanisch sowie die meisten anderen europäischen Sprachen gesprochen. Die auf Paranal Beschäftigten leben entweder in Antofagasta oder in Santiago de Chile und kommen für Schichten von ein bis zwei Wochen nach Paranal. Es gibt täglich einen Transport von Antofagasta nach Paranal und zurück durch einen gecharterten Bus, bei Bedarf fahren zusätzlich observatoriumseigene Geländewagen.

### Gebäude

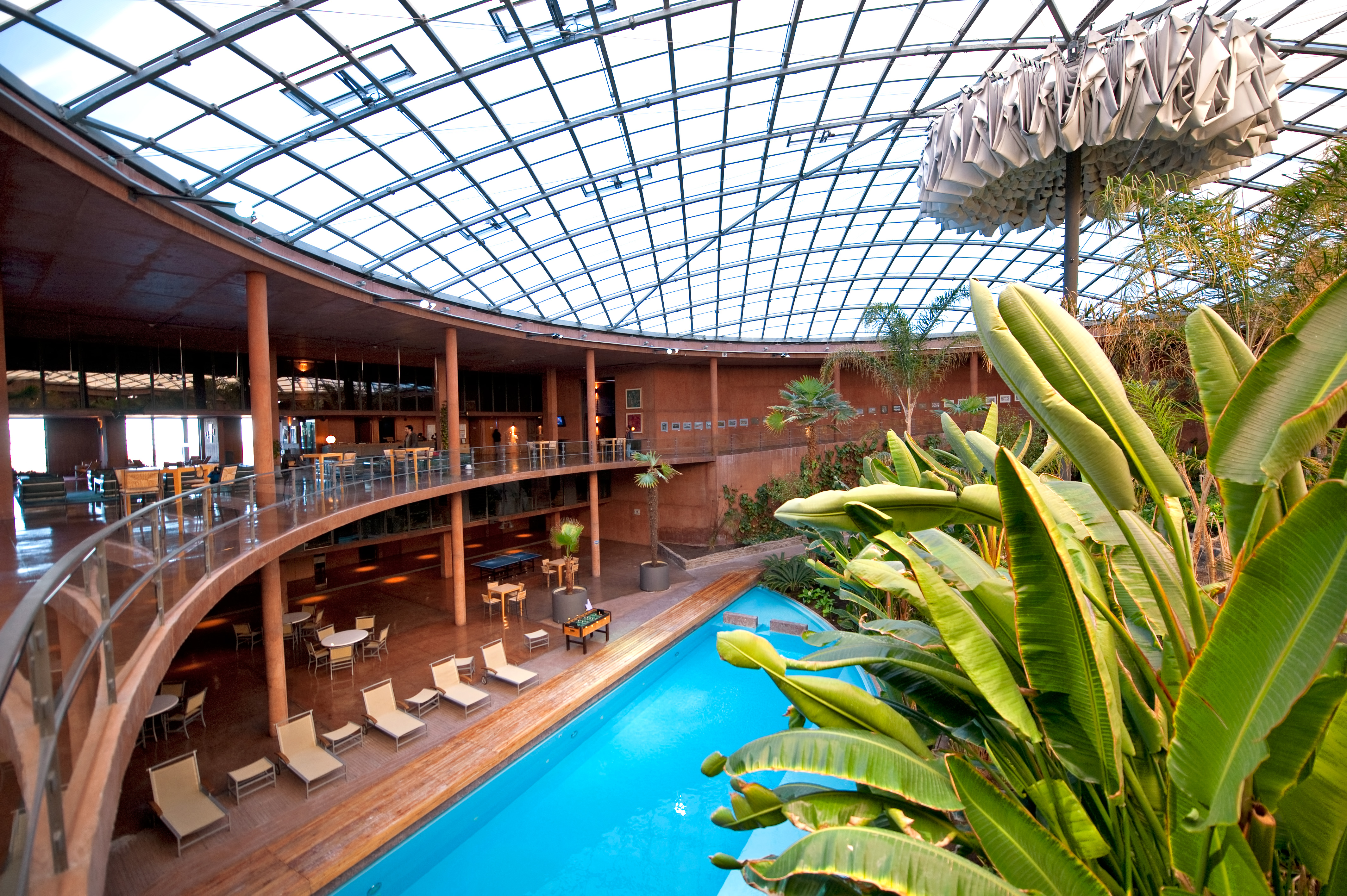
Das ESO Hotel mit Garten, Schwimmbecken und dem Verdunkelungsvorhang unter der Kuppel

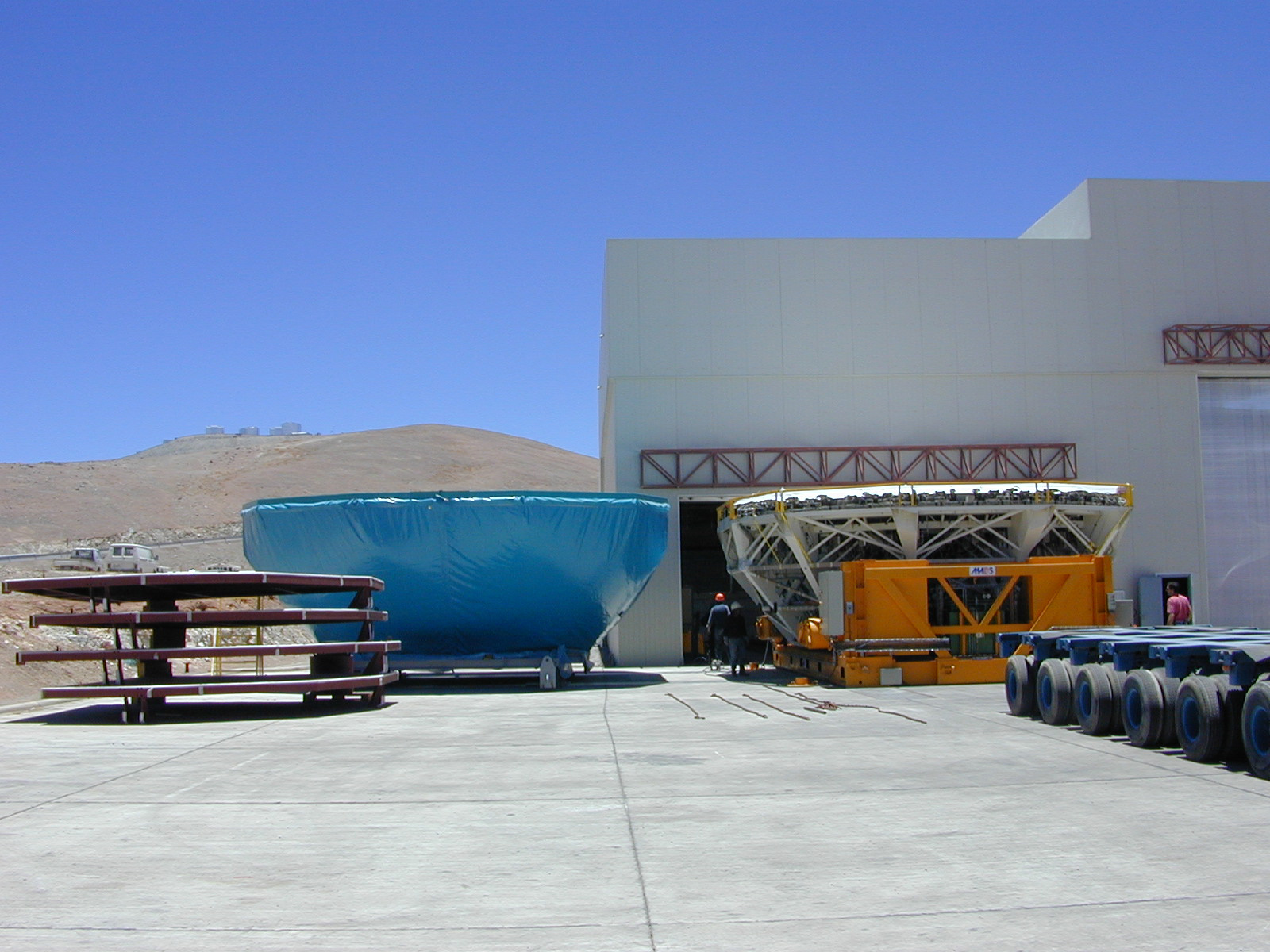
Das Mirror Maintenance Building, mit zwei Primärspiegelzellen, eine mit Schutzüberzug, die andere auf einem Luftkissentransporter, über den sie auch in das Teleskop hineingeschoben werden kann. Links im Hintergrund das Paranal-Plateau; rechts im Vordergrund ist ein Teil des Straßentransporters für die Spiegelzellen zu erkennen

Außer den Teleskopen und dem VLTI-Laboratorium, die sich auf dem Plateau des Berges befinden, gibt es unterhalb des Gipfelbereichs noch ein Kontrollgebäude. Alle Teleskope und das VLTI werden von dort aus einem gemeinsamen Kontrollraum gesteuert, damit sich nachts niemand im Teleskopbereich aufhalten muss.
Die Unterkünfte befinden sich in einem 200 m tiefer gelegenen Basislager, etwa 2 km von den Teleskopen entfernt. Vom ursprünglichen Lager, das aus Wohncontainern aufgebaut war, werden Teile noch genutzt, die meisten Unterkünfte befinden sich nun aber im Ende 2002 fertiggestellten – auch Residencia genannten – ESO Hotel. Das ESO Hotel ist halb in den Berg gebaut und in Beton in rötlicher Farbe gehalten, der es optisch mit der Wüste verschmelzen lässt. Darin sind Unterkünfte, Verwaltung, Kantine, Entspannungsräume, ein kleines Schwimmbecken und zwei Gärten untergebracht, die sowohl dem Raumklima des ESO-Hotels als auch dem seelischen Wohlbefinden dienen.
Drei weitere feste Gebäude im Basislager dienen als Lager und Sporthalle (Warehouse), als Wartungshalle für Teleskope und Instrumente sowie zur regelmäßigen Beschichtung der Hauptspiegel der Teleskope mit Aluminium (Mirror Maintenance Building, MMB), und als zusätzliche Büros für Ingenieure und Techniker. Für Notfälle gibt es eine ständig besetzte Unfallstation, einen Rettungswagen, einen Hubschrauberlandeplatz direkt am Basislager und eine kleine Start- und Landebahn am Fuß des Berges. Außerdem unterhält das Observatorium eine kleine Feuerwehr. Die Konstruktion der Gebäude und Teleskope ist so ausgeführt, dass eine Weiterführung des Betriebes auch nach schweren Erdbeben möglich ist.
Die Straßen des Observatoriums selbst sind asphaltiert, um Staub zu vermeiden, der die astronomischen Beobachtungen behindern würde. Neben den Geländewagen können observatoriumsintern daher auch Kleinwagen gefahren werden.

### Astronomische Dunkelheit
Weil das Observatorium nachts dunkel sein muss, verfügt das ESO-Hotel über spezielle Verdunkelungssysteme, die die Oberlichter über den Gärten und der Kantine mit Hilfe spezieller Vorhänge verschließen. Alle anderen Fenster und Türen haben Jalousien aus schwerem Gewebe oder sind nachts durch vorschiebbare Holzblenden verdeckt.
Wie im Umfeld aller optischen Observatorien darf nachts nur mit Standlicht gefahren werden, weswegen die meisten Fahrzeuge in Weiß gehalten sind und phosphoreszierende Begrenzungsaufkleber haben. Die Straße wird durch Begrenzungsleuchten markiert, die sich tagsüber durch Solarzellen aufladen. Fußwege im Teleskopbereich sind ebenfalls mit weißer Farbe gestrichen und mit phosphoreszierenden Marken versehen. Taschenlampen sind besonders bei Neumond unvermeidlich, dürfen aber im Gipfelbereich nicht in Richtung der Teleskope gerichtet werden.

### Kosten
Die Investitionen des gesamten VLT-Projektes beliefen sich über einen Zeitraum von 15 Jahren auf etwa 500 Millionen Euro. Die Summe schließt Personal- und Sachkosten für Design und Bau des VLT, inklusive der ersten Instrumentengeneration, und des VLTI sowie die ersten drei Jahre des wissenschaftlichen Betriebs ein. Von den einzelnen Instrumenten hat beispielsweise ISAAC ca. 2,5 Millionen Euro gekostet, UVES 3,5 Millionen Euro. Die weitaus komplexeren VLTI-Instrumente AMBER und MIDI kosteten jeweils etwa sechs Millionen Euro. Einige Instrumente werden komplett von der ESO entwickelt und gebaut, häufiger aber in Zusammenarbeit mit auswärtigen Instituten. In diesem Fall werden die Sachkosten von der ESO getragen, die Personalkosten von den jeweiligen Instituten, die im Gegenzug garantierte Beobachtungszeit erhalten.
Der laufende Betrieb aller Einrichtungen in Chile, also La Silla, Paranal, der Verwaltung in Santiago und des beginnenden ALMA-Projekts belief sich 2004 auf 30 Millionen Euro, die etwa je zur Hälfte auf Personal- und Betriebskosten entfielen. Diese Summe entsprach einem Drittel des gesamten ESO-Jahresbudgets für 2004 von etwa 100 Millionen Euro, das neben Chile noch den Betrieb des Hauptinstituts in Europa und Investitionen, hauptsächlich für ALMA, beinhaltet.
Die Kosten des VLT-Projekts sind damit einer mittleren bis großen Weltraummission, zum Beispiel der Gaia-Raumsonde, vergleichbar. Bau und Start des Hubble-Weltraumteleskops (HST) haben dagegen zwei Milliarden US-Dollar gekostet, knapp das Vierfache des VLT. Der jährliche Betrieb des HST ist etwa achtmal so teuer wie der des VLT, hauptsächlich wegen der teuren Servicemissionen. Die beiden Teleskope des Keck-Observatoriums wurden durch eine private Stiftung von etwa 140 Millionen Dollar finanziert, die jährlichen Kosten betragen etwa elf Millionen Dollar. Da die Keck-Teleskope auf dem bereits bestehenden Mauna-Kea-Observatorium gebaut wurden, fielen dort allerdings geringere Infrastrukturkosten an.

## Very Large Telescope

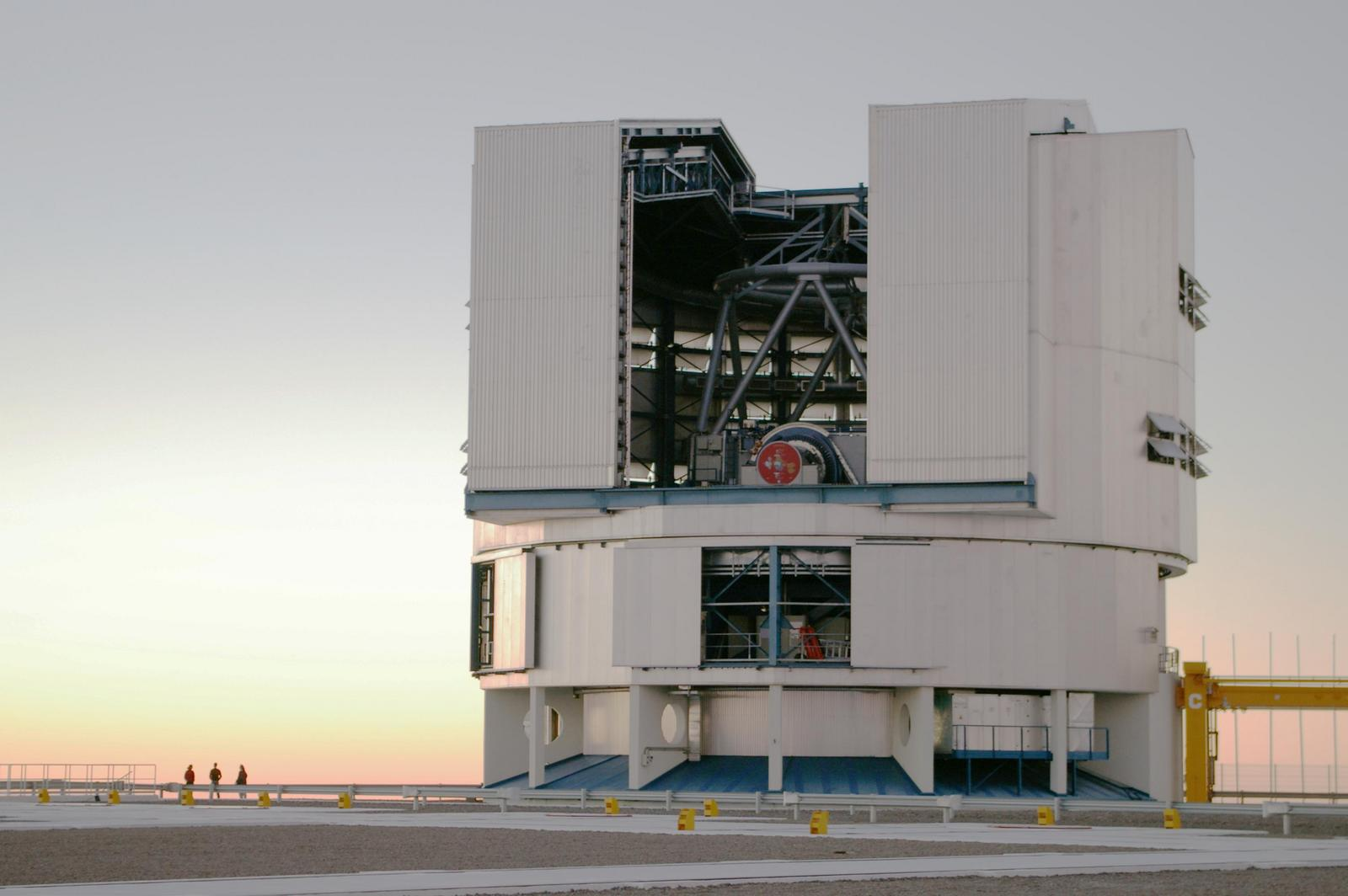
Antu, eines der vier Unit-Teleskope. Einen Größenvergleich ermöglichen die drei danebenstehenden Astronomen.

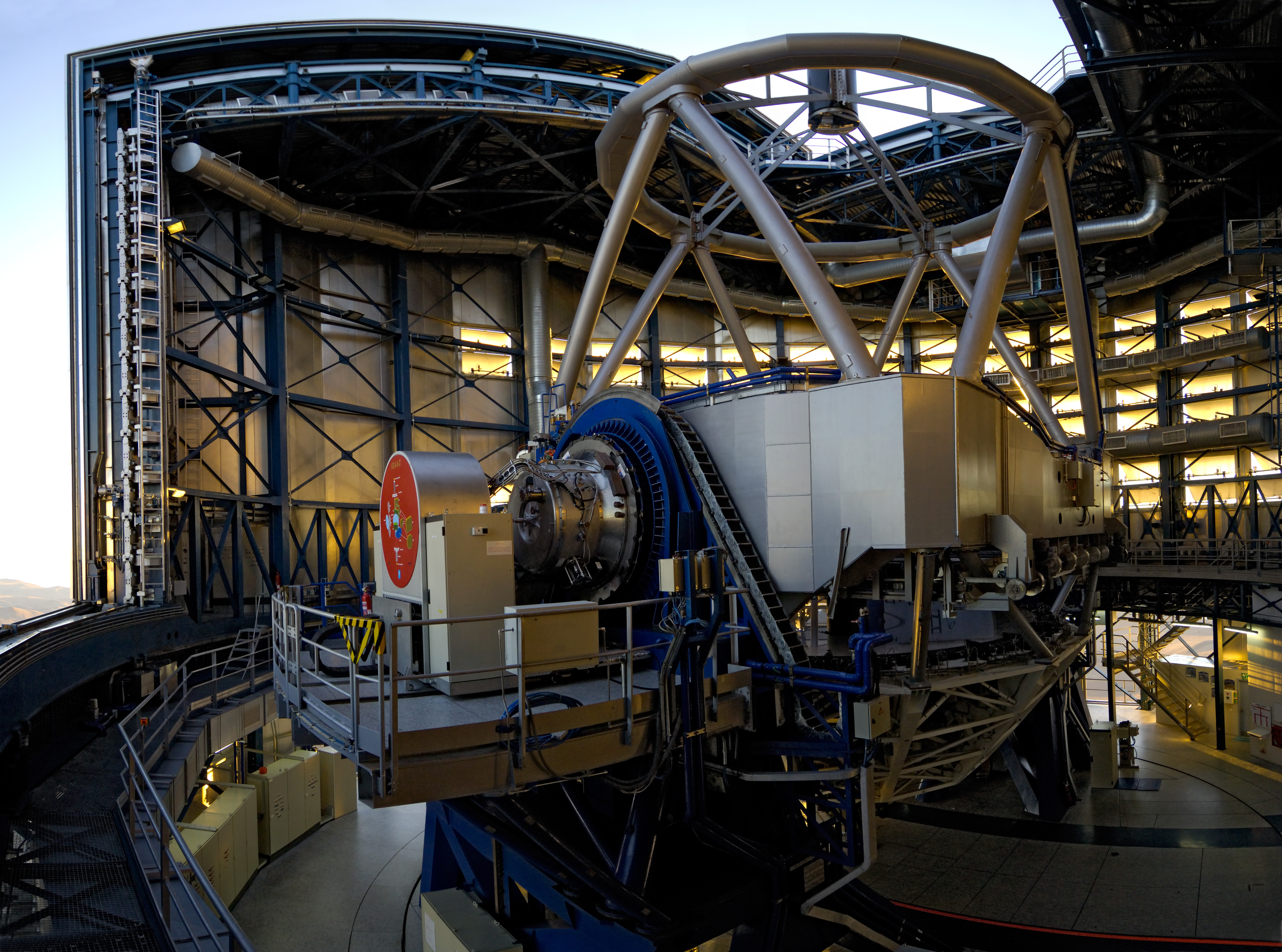
Aufnahme im Inneren der geöffneten Kuppel eines Unit-Teleskops. Das Teleskop (rechts) ist zum Zenith gerichtet: Oben der Sekundärspiegel (M2), darunter Serruier-Tubus, links davon, am Nasmyth-Fokus das Instrument ISAAC

Das Very Large Telescope (VLT) ist ein aus vier Einzelteleskopen bestehendes astronomisches Großteleskop, dessen Spiegel zusammengeschaltet werden können. Das VLT ist für Beobachtungen im sichtbaren Licht bis hin zum mittleren Infrarot ausgerichtet. Die Teleskope können mit Hilfe des VLT Interferometer (VLTI) zur Interferometrie zusammengeschaltet werden.
Mit Hilfe der adaptiven Optik ist es an den Teleskopen des Very Large Telescope (insbesondere mit dem Instrument NACO) gelungen, die Auflösung des Hubble-Weltraumteleskops (HST) zu übertreffen. Der Vorteil des HST lag seit Anfang der 1990er Jahre darin, dass seine Aufnahmen im Gegensatz zu erdgebundenen Teleskopen durch keine störende Atmosphäre zusätzlich verschlechtert werden. Mit Hilfe adaptiver Optik  konnte diese Beeinträchtigung aber mittlerweile im Wellenlängenbereich des Nah-Infrarotlichts nahezu kompensiert werden, so dass heutige VLT-Aufnahmen im Nah-Infraroten (1 bis 5 µm Wellenlänge) Hubble-Bildern mit Auflösungsvermögen von unter 0,1" zum Teil in nichts nachstehen. Im sichtbaren Spektralbereich ist das bislang noch nicht möglich, da die Korrektur der atmosphärischen Störungen mittels adaptiver Optik schneller, als es derzeit technisch möglich ist, erfolgen müsste. Mit dem VLTI werden nochmals deutlich höhere Auflösungen im Bereich von Millibogensekunden erreicht.

### Die Optik der Unit-Teleskope

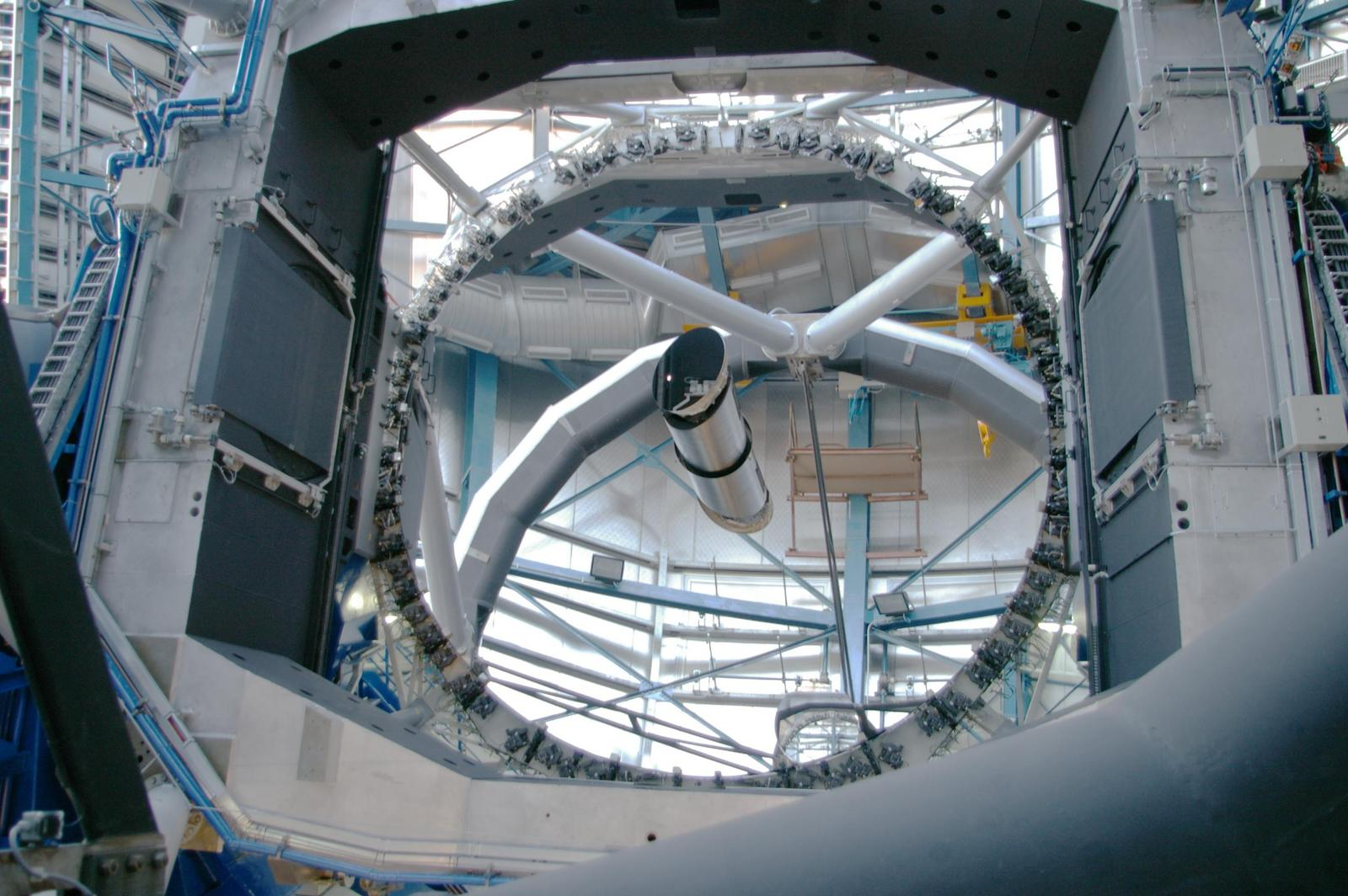
Einer der vier Hauptspiegel M1, der Nasmyth-Spiegel M3 ist auf dem Turm montiert, der in der Mitte aufragt; darunter ist das Spiegelbild des Sekundärspiegels M2 zu sehen

Die vier großen Teleskope werden als Unit Telescopes (UT) bezeichnet. Ein Unit-Teleskop in seiner Montierung hat eine Grundfläche von 22 m × 10 m und eine Höhe von 20 m, bei einem beweglichen Gewicht von 430 Tonnen. Sie sind azimutal montierte, im Wesentlichen baugleiche, Ritchey-Chrétien-Teleskope, die wahlweise als Cassegrain-, Nasmyth- oder Coudé-Teleskop betrieben werden können.
Sie haben einen Hauptspiegeldurchmesser von jeweils 8,2 m und einen Sekundärspiegel von 1,12 m. Damit waren es die größten aus einem Stück gefertigten astronomischen Spiegel der Welt, bis das Large Binocular Telescope mit 8,4-Meter-Spiegeln in Betrieb genommen wurde. Noch größere Teleskope, wie zum Beispiel die Keck-Teleskope, haben segmentierte Spiegel. Die Hauptspiegel sind zu dünn, um in Form zu bleiben, wenn sich das Teleskop bewegt und werden deswegen durch eine aktive Optik mit Hilfe von 150 hydraulischen Stößeln etwa einmal pro Minute in ihrer Form korrigiert.
Die vier Hauptspiegel des VLT wurden zwischen 1991 und 1993 bei der Mainzer Spezialglasfirma Schott AG in einem eigens für dieses Projekt entwickelten Schleudergussverfahren hergestellt. Nach dem eigentlichen Guss und Erstarren der Glasmasse wurden die Spiegelrohlinge noch einmal thermisch nachbehandelt, wodurch sich das Glas in die Glaskeramik Zerodur umwandelt. Bei diesem Fertigungsschritt erhält das Material auch seine außergewöhnliche Eigenschaft der thermischen Null-Ausdehnung. Nach einer ersten Bearbeitung wurden die Spiegelträger per Schiff zur französischen Firma REOSC transportiert, wo die hochpräzise, zwei Jahre dauernde Oberflächenbearbeitung stattfand. Die endgültige Spiegeloberfläche hat eine Genauigkeit von 8,5 nm (λ/70 bei 600 nm). Jedes UT hat vier Fokalpunkte, an denen Instrumente montiert werden können, einen Cassegrainfokus und zwei Nasmythfokusse. Zusätzlich haben die Teleskope einen Coudéfokus, über den Licht in das VLTI eingespeist werden kann.
Astronomische Spiegel können nur sehr eingeschränkt gereinigt werden, da fast alle Reinigungstechniken mikroskopische Oberflächenkratzer verursachen, die die Abbildungsqualität verschlechtern. Neben einer monatlichen Inspektion, bei der lockerer Schmutz vorsichtig abgetupft wird, werden die Spiegel des VLT daher alle ein bis zwei Jahre neu verspiegelt. Dazu wird die alte Spiegelschicht mit Lösungsmitteln entfernt und dann eine neue Spiegelschicht, normalerweise Aluminium, aufgedampft.
Die einzelnen UTs wurden in Mapudungun, der Sprache der Mapuche, Antu (Sonne), Kueyen (Mond), Melipal (Kreuz des Südens) und Yepun (Venus) getauft. Das erste montierte UT, Antu, lieferte am 25. Mai 1998 die ersten Bilder mit einer Testkamera, der wissenschaftliche Beobachtungsbetrieb begann am 1. April 1999; das vierte UT, Yepun, begann erste Beobachtungen am 3. September 2000.
| Spiegel eines Unit-Teleskops |                 |                |                              |
| Spiegel                      | Hauptspiegel M1 | Fangspiegel M2 | Nasmyth-Spiegel M3           |
| Material                     | Zerodur         | Beryllium      | Zerodur                      |
| Durchmesser                  | 8,20 m          | 1,116 m        | 1,242 m × 0,866 m elliptisch |
| Dicke                        | 178 mm          | 130 mm         | 140 mm                       |
| Gewicht                      | 23.000 kg       | 44 kg          | 105 kg                       |
| Form                         | konkav          | konvex         | plan                         |
| Krümmungsradius              | 28,975 m        | −4,55 m        |                              |

| Optische Daten eines Unit-Teleskops |                  |               |             |
| Fokus                               | Cassegrain-Fokus | Nasmyth-Fokus | Coudé-Fokus |
| Brennweite                          | 108,827 m        | 120,000 m     | 378,400 m   |
| das entspricht ...                  | 0,527 mm/"       | 0,582 mm/"    | 1,834 mm/"  |
| Öffnungsverhältnis                  | f/ 13,41         | f/ 15         | f/ 47,3     |
| Gesichtsfeld                        | 15'              | 30'           | 1'          |

### Instrumente

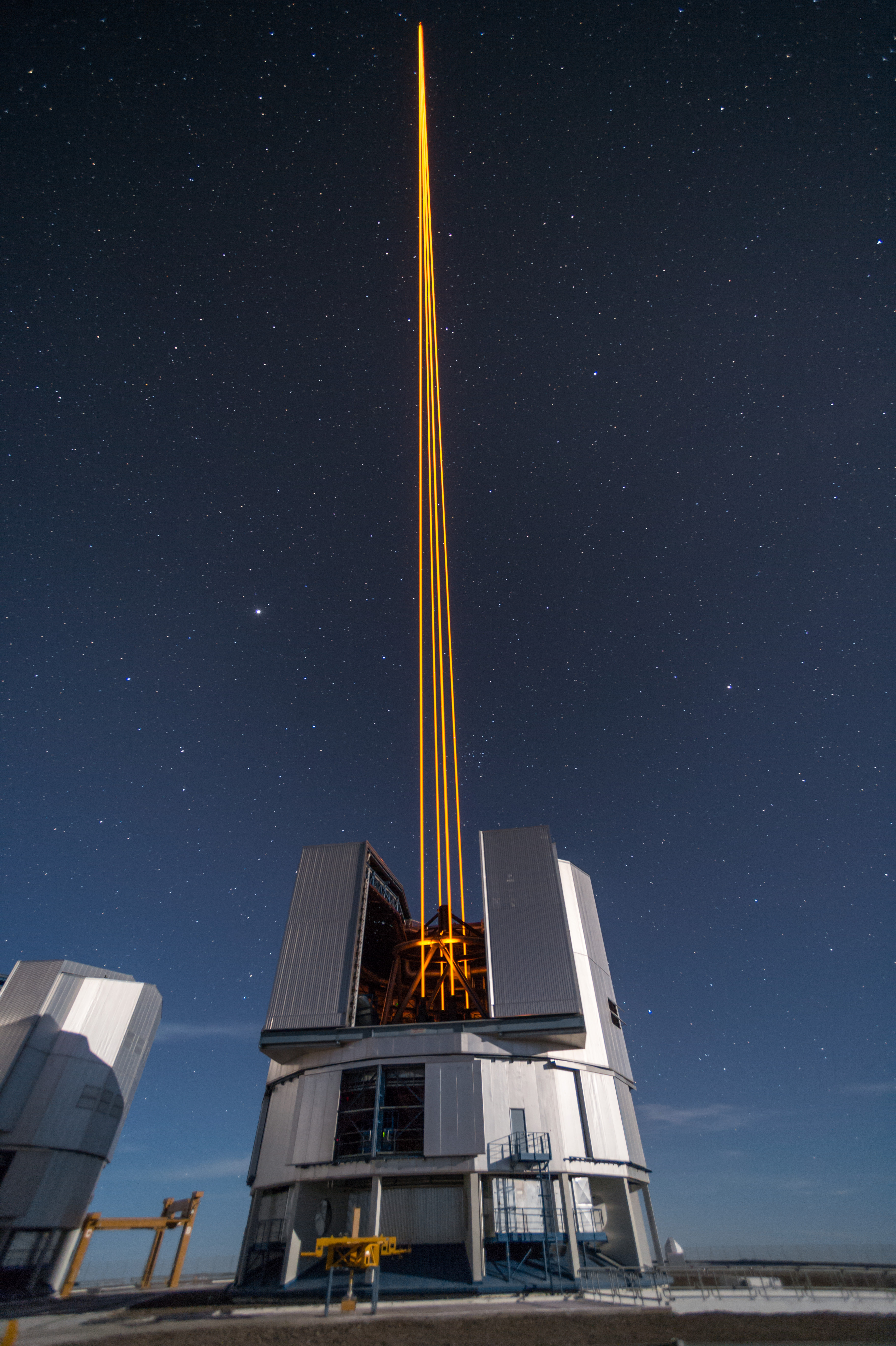
Das 4LGSF betrieben am Yepun-Teleskop zur Erzeugung von vier künstlichen Leitsternen in 95 km Höhe mittels gelben Laserlichts, welches dort vorhandene Natriumatome zum Leuchten anregt

Die erste Instrumentengeneration besteht aus zehn wissenschaftlichen Instrumenten. Dabei handelt es sich um Kameras und Spektrografen für verschiedene Spektralbereiche. HAWK-I war nicht Teil des ursprünglichen Plans für die erste Generation, sondern ersetzte ein entgegen dem ursprünglichen Plan nicht gebautes Instrument, NIRMOS. Das Design der Instrumente wurde so gewählt, dass sie einem breiten Kreis von Wissenschaftlern die Möglichkeit bieten, Daten für unterschiedlichste Zielsetzungen aufzunehmen. Es ist absehbar, dass sich Teile der zweiten Instrumentengeneration dagegen auf spezielle und von Astronomen als besonders wichtig angesehene Probleme konzentrieren werden, zum Beispiel Gammablitze oder Exoplaneten.
Zwischen Mai 2003 und März 2005 ging, angefangen mit Kueyen, zusätzlich die von ESO selbst entwickelte adaptive Optik MACAO (Multi Application Curvature Adaptive Optics) an allen vier Teleskopen in Betrieb. Hiermit sind nochmals sehr viel schärfere Bilder bzw. Bilder schwächerer Lichtquellen möglich, allerdings ist das Gesichtsfeld der MACAO-Optik auf 10" beschränkt. Die adaptive Optik muss das Seeing mit hoher Frequenz von einigen hundert Hertz korrigieren, was für den schweren Hauptspiegel viel zu schnell wäre. Daher arbeitet MACAO hinter dem Fokus im kollimierten Teil des Strahlenganges mit einem planen 10-cm-Spiegel, der auf 60 Piezoelemente montiert ist. Prinzipiell kann eine solche adaptive Optik an jedem Fokus verwendet werden, in der Praxis nutzt von den VLT-Instrumenten derzeit nur SINFONI die MACAO-Technik, ansonsten dient MACAO hauptsächlich den Beobachtungen mit dem VLT Interferometer. Erst zukünftige Instrumente werden verstärkt auf MACAO zurückgreifen.
Für eine adaptive Optik sind relativ helle Leitsterne im Beobachtungsgebiet erforderlich, um das Seeing zu bestimmen. Um das SINFONI auch bei nichtvorhandenen natürlichen Leitsternen nutzen zu können, ist das Yepun-Teleskop mit einem Laser zur Projektion eines künstlichen Leitsterns ausgestattet, dem „Laser Guide Star“ (LGS). Dieses Technik wurde im Jahr 2016 um ein System für 4 Leitsterne ergänzt, der 4LGSF, das mit speziellen adaptiven Optiken (GRAAL und GALACSI) eine Auflösungsverbesserung auch bei HAWK-I und MUSE bringen soll.
| Instrumente am VLT | | | |
| Teleskop           | Cassegrain-Fokus | Nasmyth-Fokus A | Nasmyth-Fokus B |
| Antu (UT1)         | FORS2 | CRIRES | Gastfokus |
| Antu (UT1)         | Der Focal Reducer and low dispersion Spectrograph 2 ist das Schwesterinstrument des weitgehend baugleichen FORS1. Beide gehörten, mit ISAAC und UVES, zu den vier ersten Instrumenten in Betrieb. Außerdem ist FORS2 eine Kamera im visuellen Spektralbereich mit großem Gesichtsfeld von bis zu 6,8' × 6,8'. In diesem Feld können, statt ein Bild aufzunehmen, mehrere Objekte gleichzeitig mit niedriger Auflösung spektroskopiert werden (MOS: Multi Object Spectroscopy). Die MOS-Fähigkeit kommt durch auch bei VIMOS eingesetzte Masken zustande, in die die Spektroskopie-Spalte mit Lasertechnik gefräst werden. Seit April 2009 kann auch mit FORS2 Polarisierung gemessen werden, da die polarimetrischen Modi von FORS1 übertragen wurden. FORS1 ist seitdem mit FORS2 in einem Instrument zusammengeführt. | Der Cryogenic High-Resolution IR Echelle Spectrograph nimmt hochauflösende Spektren im Wellenlängenbereich von 1 bis 5 µm auf. Das Instrument wurde 2006 installiert und getestet und ist seit dem 1. April 2007 im Regelbetrieb. Er wurde im Jahr 2014 demontiert, um an dem Gerät Verbesserungen durchzuführen, und soll dann 2018 wieder in Betrieb genommen werden. | Der Gastfokus bietet Wissenschaftlern die Möglichkeit, eigene und besonders spezialisierte Instrumente an einem Teleskop der 8-Meter-Klasse zu verwenden, ohne alle Spezifikationen erfüllen zu müssen, denen ein allgemeines ESO-Instrument unterliegt. Bisher war dort mit ULTRACAM ein Instrument montiert, das innerhalb von Millisekunden Bilder eines kleinen Gesichtsfeldes weniger Bogensekunden machen kann. Wissenschaftliches Ziel des ULTRACAMs, das bereits an anderen Teleskopen montiert war, ist die Aufnahme von Veränderungen kürzester Zeitskalen, wie sie zum Beispiel bei Pulsaren und Schwarzen Löchern vorkommen. |
| Antu (UT1)         | Der Focal Reducer and low dispersion Spectrograph 2 ist das Schwesterinstrument des weitgehend baugleichen FORS1. Beide gehörten, mit ISAAC und UVES, zu den vier ersten Instrumenten in Betrieb. Außerdem ist FORS2 eine Kamera im visuellen Spektralbereich mit großem Gesichtsfeld von bis zu 6,8' × 6,8'. In diesem Feld können, statt ein Bild aufzunehmen, mehrere Objekte gleichzeitig mit niedriger Auflösung spektroskopiert werden (MOS: Multi Object Spectroscopy). Die MOS-Fähigkeit kommt durch auch bei VIMOS eingesetzte Masken zustande, in die die Spektroskopie-Spalte mit Lasertechnik gefräst werden. Seit April 2009 kann auch mit FORS2 Polarisierung gemessen werden, da die polarimetrischen Modi von FORS1 übertragen wurden. FORS1 ist seitdem mit FORS2 in einem Instrument zusammengeführt. | NACO | KMOS |
| Antu (UT1)         | Der Focal Reducer and low dispersion Spectrograph 2 ist das Schwesterinstrument des weitgehend baugleichen FORS1. Beide gehörten, mit ISAAC und UVES, zu den vier ersten Instrumenten in Betrieb. Außerdem ist FORS2 eine Kamera im visuellen Spektralbereich mit großem Gesichtsfeld von bis zu 6,8' × 6,8'. In diesem Feld können, statt ein Bild aufzunehmen, mehrere Objekte gleichzeitig mit niedriger Auflösung spektroskopiert werden (MOS: Multi Object Spectroscopy). Die MOS-Fähigkeit kommt durch auch bei VIMOS eingesetzte Masken zustande, in die die Spektroskopie-Spalte mit Lasertechnik gefräst werden. Seit April 2009 kann auch mit FORS2 Polarisierung gemessen werden, da die polarimetrischen Modi von FORS1 übertragen wurden. FORS1 ist seitdem mit FORS2 in einem Instrument zusammengeführt. | Die Nasmyth Adaptive Optics System-Coude Near Infrared Camera wurde im Jahr 2014 vom UT4 übernommen. | Der K-band Multi-Object Spectrograph ist seit dem Jahr 2013 im wissenschaftlichen Betrieb und wird hauptsächlich zur Beobachtung weit entfernter Galaxien eingesetzt. |
| Kueyen (UT2)       | FORS1 | FLAMES | UVES |
| Kueyen (UT2)       | Das an diesem Fokus montierte Instrument FORS1 ist eine vereinfachte Version des FORS2 und wurde mit diesem im Jahr 2009 zusammengeführt und an dessen Stelle and UT1 montiert. | Der Fibre Large Area Multi-Element Spectrograph ist ein Spektrograph, der mit Hilfe der Glasfasern bis zu 130 Objekte im Gesichtsfeld gleichzeitig mit mittlerer Auflösung spektroskopieren kann (MEDUSA-Modus). In zwei weiteren Modi, IFU und ARGUS, sind die Fasern so nahe beieinander gepackt, dass räumlich aufgelöste Spektren der Objekte mit einer scheinbaren Größe von nur wenigen Bogensekunden möglich sind. Alternativ können acht Fasern das Licht zu UVES für hochauflösende Spektroskopie leiten. | Der Ultraviolett and Visual Echelle Spectrograph ist ein hochauflösender Spektrograph mit einem blau- und einem rotoptimierten optischen Arm, die simultan betrieben werden können. Der zugängliche Wellenlängenbereich reicht von 0,3 bis 1,1 µm. |
| Kueyen (UT2)       | XSHOOTER | Der Fibre Large Area Multi-Element Spectrograph ist ein Spektrograph, der mit Hilfe der Glasfasern bis zu 130 Objekte im Gesichtsfeld gleichzeitig mit mittlerer Auflösung spektroskopieren kann (MEDUSA-Modus). In zwei weiteren Modi, IFU und ARGUS, sind die Fasern so nahe beieinander gepackt, dass räumlich aufgelöste Spektren der Objekte mit einer scheinbaren Größe von nur wenigen Bogensekunden möglich sind. Alternativ können acht Fasern das Licht zu UVES für hochauflösende Spektroskopie leiten. | Der Ultraviolett and Visual Echelle Spectrograph ist ein hochauflösender Spektrograph mit einem blau- und einem rotoptimierten optischen Arm, die simultan betrieben werden können. Der zugängliche Wellenlängenbereich reicht von 0,3 bis 1,1 µm. |
| Kueyen (UT2)       | Das Instrument XSHOOTER ist das erste Instrument der zweiten Instrumentengeneration. XSHOOTER ist ein Spektrograph mittlerer Auflösung über einen weiten Wellenlängenbereich von nahen Ultraviolett bis ins nahe Infrarot, von 0,3 bis 2,5 µm, in einer einzigen Aufnahme. | Der Fibre Large Area Multi-Element Spectrograph ist ein Spektrograph, der mit Hilfe der Glasfasern bis zu 130 Objekte im Gesichtsfeld gleichzeitig mit mittlerer Auflösung spektroskopieren kann (MEDUSA-Modus). In zwei weiteren Modi, IFU und ARGUS, sind die Fasern so nahe beieinander gepackt, dass räumlich aufgelöste Spektren der Objekte mit einer scheinbaren Größe von nur wenigen Bogensekunden möglich sind. Alternativ können acht Fasern das Licht zu UVES für hochauflösende Spektroskopie leiten. | Der Ultraviolett and Visual Echelle Spectrograph ist ein hochauflösender Spektrograph mit einem blau- und einem rotoptimierten optischen Arm, die simultan betrieben werden können. Der zugängliche Wellenlängenbereich reicht von 0,3 bis 1,1 µm. |
| Melipal (UT3)      | VISIR | ISAAC | VIMOS |
| Melipal (UT3)      | Der VLT Imager and Spectrometer in the Infra Red, für Bilder und Spektren schwacher Objekte im mittleren Infrarotbereich, von 8 bis 13 und 16,5 bis 24,5 µm. VISIR ist damit das Instrument am VLT, das am weitesten in den Infrarotbereich gehen kann. | Die Infrared Spectrometer And Array Camera kann im Nahen Infrarotbereich Bilder und Spaltspektren niedriger bis mittlerer Auflösung aufnehmen. Dazu hat das Instrument zwei voneinander unabhängige optische Wege („Arme“), die jeweils auf die Wellenlängenbereiche von 1 bis 2,5 und von 3 bis 5 µm optimiert sind. | Der Visible Multi-Object Spectrograph. Die Fähigkeiten zur Spektroskopie und zur Bildaufnahme ähneln denen des FORS2, allerdings mit einem vierfach größeren Gesichtsfeld von insgesamt 4 × 7' × 8'. MOS-Masken werden mit einer Lasermaschine, der Mask Manufacturing Unit (MMU) gestanzt, die auch die Masken für FORS2 herstellt. Zusätzlich gibt es noch Faserbündel für Integral Field Spektroskopie. Insgesamt können mit VIMOS bis zu 6400 Spektren gleichzeitig aufgenommen werden. |
| Melipal (UT3)      | Der VLT Imager and Spectrometer in the Infra Red, für Bilder und Spektren schwacher Objekte im mittleren Infrarotbereich, von 8 bis 13 und 16,5 bis 24,5 µm. VISIR ist damit das Instrument am VLT, das am weitesten in den Infrarotbereich gehen kann. | SPHERE | Der Visible Multi-Object Spectrograph. Die Fähigkeiten zur Spektroskopie und zur Bildaufnahme ähneln denen des FORS2, allerdings mit einem vierfach größeren Gesichtsfeld von insgesamt 4 × 7' × 8'. MOS-Masken werden mit einer Lasermaschine, der Mask Manufacturing Unit (MMU) gestanzt, die auch die Masken für FORS2 herstellt. Zusätzlich gibt es noch Faserbündel für Integral Field Spektroskopie. Insgesamt können mit VIMOS bis zu 6400 Spektren gleichzeitig aufgenommen werden. |
| Melipal (UT3)      | Der VLT Imager and Spectrometer in the Infra Red, für Bilder und Spektren schwacher Objekte im mittleren Infrarotbereich, von 8 bis 13 und 16,5 bis 24,5 µm. VISIR ist damit das Instrument am VLT, das am weitesten in den Infrarotbereich gehen kann. | Das Spectro-Polarimetric High-contrast Exoplanet REsearch ist ein Instrument zur Entdeckung und Untersuchung von Exoplaneten, das im Jahr 2014 in Betrieb genommen wurde. | Der Visible Multi-Object Spectrograph. Die Fähigkeiten zur Spektroskopie und zur Bildaufnahme ähneln denen des FORS2, allerdings mit einem vierfach größeren Gesichtsfeld von insgesamt 4 × 7' × 8'. MOS-Masken werden mit einer Lasermaschine, der Mask Manufacturing Unit (MMU) gestanzt, die auch die Masken für FORS2 herstellt. Zusätzlich gibt es noch Faserbündel für Integral Field Spektroskopie. Insgesamt können mit VIMOS bis zu 6400 Spektren gleichzeitig aufgenommen werden. |
| Yepun (UT4)        | SINFONI | HAWK-I | NACO |
| Yepun (UT4)        | Der Spectrograph for Integral Field Observation in the Near-Infrared ist ein Nahinfrarot-Spektrograf bei 1 bis 2,5 µm. Der eigentliche Spektrograph SPIFFI (Spectrometer for Infrared Faint Field Imaging) nimmt dabei ein Spektrum des gesamten Gesichtsfeldes auf, das 8" × 8", 3" × 3" oder 0,8" × 0,8" groß sein kann. Durch die adaptive Optik im SINFONI-Modul können Spektren mit höchster räumlicher Auflösung aufgenommen werden. | Der High Acuity Widefield K-band Imager, ein Instrument, welches den Bedarf nach Bildern mit großem Gesichtsfeld bei gleichzeitig hoher räumlicher Auflösung im Nahinfrarotbereich von 0,85 bis 2,5 µm deckt. HAWK-I hatte sein First Light am 1. August 2007, der wissenschaftliche Betrieb startete am 1. April 2008 (offiziell am 1. Oktober 2008). | Eigentlich NAOS-CONICA, wobei NAOS für Nasmyth Adaptive Optics System und CONICA für Coude Near Infrared Camera steht. CONICA war ursprünglich für den Coudéfokus vorgesehen. NAOS ist ein System zur Bildverbesserung mit adaptiver Optik, CONICA eine Infrarotkamera und Spektrograph im Bereich von 1 bis 5 µm. Der Unterschied zu ISAAC besteht in der hervorragenden Bildqualität, allerdings bei kleinerem Gesichtsfeld. Zusätzlich kann CONICA polarimetrische Messungen aufnehmen und helle Objekte durch Koronographie ausblenden. Mit SDI, dem Simultaneous Differential Imager in NACO, können vier Bilder in vier leicht unterschiedlichen Wellenlängenbereichen gleichzeitig aufgenommen werden. Diese Bilder können so miteinander verrechnet werden, dass die Differenzen auch den Nachweis sehr lichtschwacher Objekte in Gegenwart eines helleren ermöglichen. |
| Yepun (UT4)        | Der Spectrograph for Integral Field Observation in the Near-Infrared ist ein Nahinfrarot-Spektrograf bei 1 bis 2,5 µm. Der eigentliche Spektrograph SPIFFI (Spectrometer for Infrared Faint Field Imaging) nimmt dabei ein Spektrum des gesamten Gesichtsfeldes auf, das 8" × 8", 3" × 3" oder 0,8" × 0,8" groß sein kann. Durch die adaptive Optik im SINFONI-Modul können Spektren mit höchster räumlicher Auflösung aufgenommen werden. | Der High Acuity Widefield K-band Imager, ein Instrument, welches den Bedarf nach Bildern mit großem Gesichtsfeld bei gleichzeitig hoher räumlicher Auflösung im Nahinfrarotbereich von 0,85 bis 2,5 µm deckt. HAWK-I hatte sein First Light am 1. August 2007, der wissenschaftliche Betrieb startete am 1. April 2008 (offiziell am 1. Oktober 2008). | MUSE |
| Yepun (UT4)        | Der Spectrograph for Integral Field Observation in the Near-Infrared ist ein Nahinfrarot-Spektrograf bei 1 bis 2,5 µm. Der eigentliche Spektrograph SPIFFI (Spectrometer for Infrared Faint Field Imaging) nimmt dabei ein Spektrum des gesamten Gesichtsfeldes auf, das 8" × 8", 3" × 3" oder 0,8" × 0,8" groß sein kann. Durch die adaptive Optik im SINFONI-Modul können Spektren mit höchster räumlicher Auflösung aufgenommen werden. | Der High Acuity Widefield K-band Imager, ein Instrument, welches den Bedarf nach Bildern mit großem Gesichtsfeld bei gleichzeitig hoher räumlicher Auflösung im Nahinfrarotbereich von 0,85 bis 2,5 µm deckt. HAWK-I hatte sein First Light am 1. August 2007, der wissenschaftliche Betrieb startete am 1. April 2008 (offiziell am 1. Oktober 2008). | Der Multi Unit Spectroscopic Explorer kombiniert einen weiten Beobachtungswinkel mit einem hohen Auflösungsvermögen durch adaptive Optik und deckt einen weiten Spektralbereich ab. |

Instrumente der zweiten Generation sind in der Entwicklung:
- ESPRESSO (Echelle SPectrograph for Rocky Exoplanet- and Stable Spectroscopic Observations) für die Suche nach felsigen extra-solaren Planeten in der habitablen Zone[12]

## VLT Interferometer

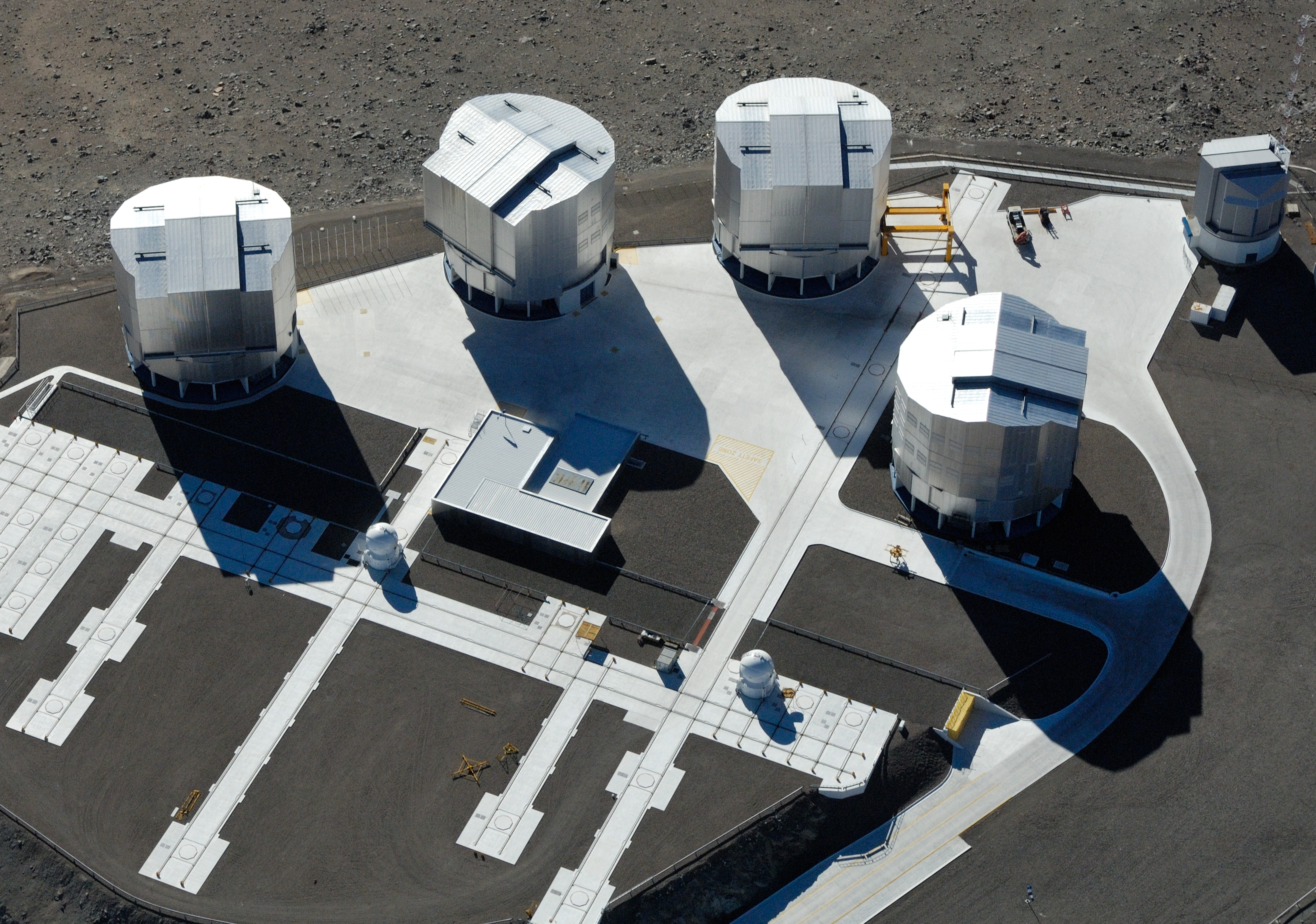
Luftaufnahme des Paranalplateaus. In der Bildmitte das Gebäude des VLTI-Labors, darüber die vier Unit Telescopes (UT), darunter zwei Auxiliary Telescopes (AT) sowie das rechtwinklige Schienensystem, über das die ATs verfahren werden können. An den über das Schienensystem erreichbaren runden Stationen können die ATs an das VLTI angeschlossen werden.

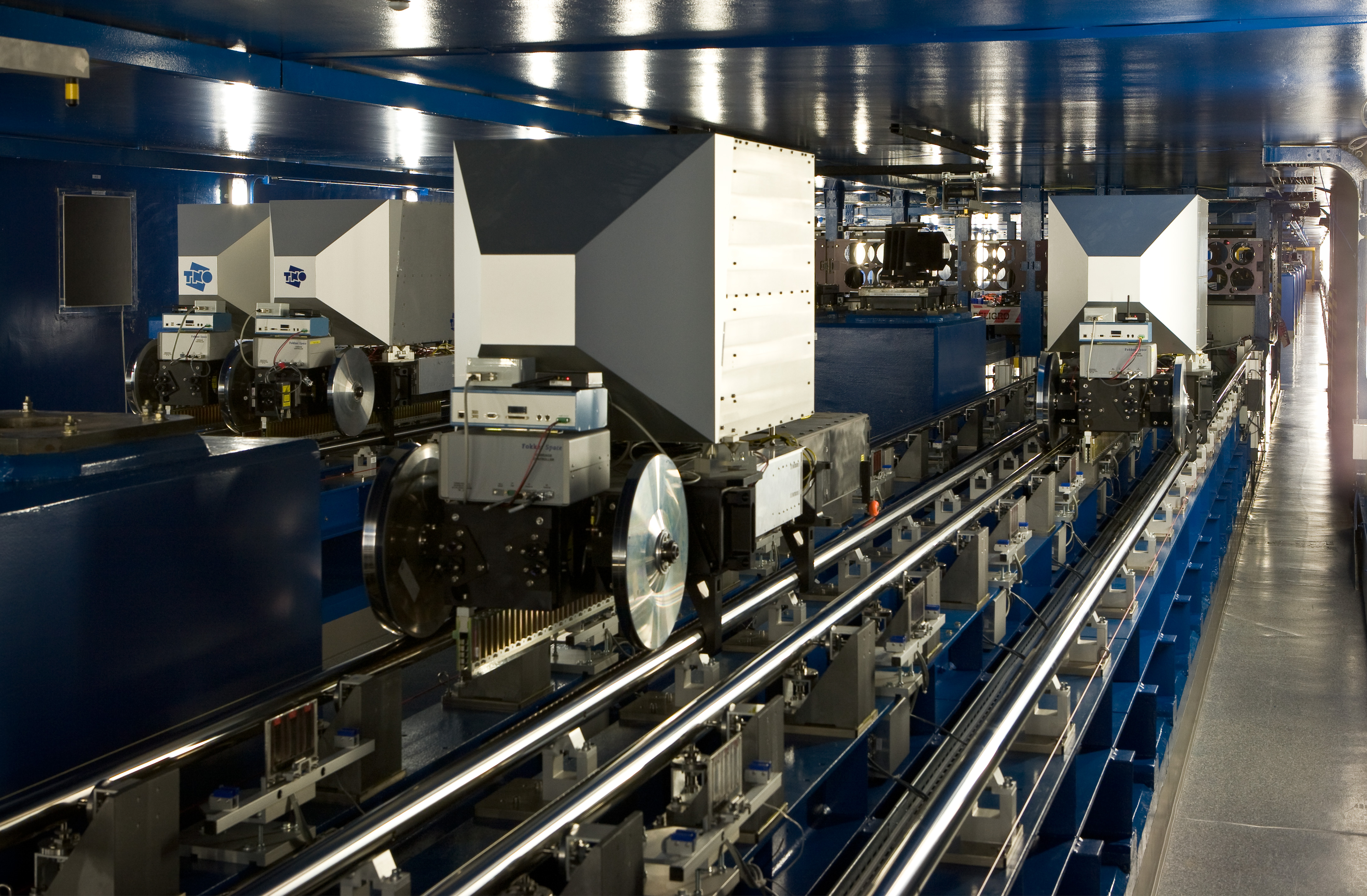
Verzögerungsleitungen des VLTI, realisiert durch auf Schienen verfahrbare Retroreflektoren.

Die Coudéfokusse aller Teleskope können entweder inkohärent oder kohärent kombiniert werden.
Der gemeinsame inkohärente Fokus liegt in einem unterirdischen Sammelraum und wird derzeit nicht benutzt. Der kohärente Fokus befindet sich in einem daneben liegenden Labor und wird durch ein spezielles optisches System gespeist, das VLT Interferometer (VLTI). Damit wird durch Interferometrie, äquivalent zu einem radioastronomischen Interferometer, ein weit besseres Auflösungsvermögen erreicht als mit nur einem Teleskop.
Hauptbestandteil des Systems sind sechs in der Länge veränderliche optische Verzögerungsleitungen (engl. delay lines). Diese gleichen erstens die durch deren unterschiedliche Standorte bedingte Laufzeitdifferenzen des Lichts zwischen den einzelnen Teleskopen aus. Zweitens gleichen sie die geometrisch-projizierte Differenz des optischen Weges aus, die entsteht, wenn ein Objekt nicht genau im Zenit steht. Da sich diese Längendifferenz durch die scheinbare Bewegung des Objekts am Himmel ändert, müssen die Verzögerungsleitungen über eine Differenz von bis zu 60 m variabel sein, mit einer Präzision von deutlich besser als einem Viertel der Wellenlänge (siehe unten). Die Stabilität der Wellenfront ist ebenfalls von kritischer Bedeutung, daher stabilisiert das adaptive Optiksystem MACAO die Strahlengänge der UTs im Coudéfokus, bevor das Licht zu den Verzögerungsleitungen geleitet wird.
Neben den UTs können vier kleinere, ausschließlich für das Interferometer bestimmte Teleskope eingesetzt werden, die sogenannten Auxiliary-Teleskope („Hilfsteleskope“, ATs) mit einem 1,8 Meter durchmessendem Zerodur-Hauptspiegel. Sie wurden in den Jahren 2004 bis 2006 installiert. Aufgrund des kleineren Hauptspiegels genügt bei diesen zur Bildstabilisierung bei gutem Seeing eine einfache Tip-Tilt-Korrektur (STRAP). Um sie darüber hinaus einsetzen zu können, wird das ab den Jahren 2016–2017 verfügbare einfache adaptive Optik System NAOMI genutzt. Die markanteste Eigenschaft der ATs ist, dass sie bewegt und auf insgesamt 30 Stationen installiert und so für Interferenzmessungen mit bis zu 200 m Abstand verwendet werden können. Dazu sind die AT-Stationen mit Schienen verbunden. Das Licht wird in unterirdischen Tunneln von den Stationen zu den Delay-Lines geleitet. Der Vorteil der Idee, das VLTI sowohl mit den UTs wie mit den ATs betreiben zu können, liegt darin, dass das Auflösungsvermögen wesentlich vom Abstand der Teleskope bestimmt wird, die Leistungsfähigkeit beim Messen lichtschwacher Objekte aber vom Teleskopdurchmesser. Für viele wissenschaftliche Fragestellungen sind die Objekte hell genug, um sie alleine mit den ATs zu messen. Die UTs können dann für andere Forschungsprogramme verwendet werden. Nur für die Interferometrie schwacher Objekte sind die UTs notwendig.
Das VLTI sah sein First Light am 17. März 2001. Damals waren zwei 40-cm-Siderostate und ein Testinstrument installiert. Seither wurden zwei wissenschaftliche Instrumente und zahlreiche Unterstützungssysteme in das System integriert. Der wissenschaftliche Betrieb wurde im September 2003 mit dem ersten Instrument, dem MIDI, aufgenommen. MIDI bedeutet „MID-infrared Interferometric instrument“. Es arbeitete bis 2015 bei Wellenlängen um 10 µm und konnte das Licht zweier Teleskope kombinieren. Die Zielsetzung des MIDI war weniger das Erzeugen von Bildern mit hoher Auflösung, als die Bestimmung der scheinbaren Größe und einfacher Strukturen der beobachteten Objekte. Die Aufnahme von Bildern ist prinzipiell mit dem zweiten Instrument, AMBER, möglich. AMBER ist der „Astronomical Multiple BEam Recombiner“. AMBER vereint die Strahlengänge von zwei bis drei Teleskopen. Das Gerät arbeitet im nahen Infrarotbereich zwischen 1 und 2 µm. Allerdings wird auch dieses Instrument zunächst für Aufgaben wie die räumlich höchstaufgelöste Spektroskopie genutzt werden. Ein dediziert für höchstauflösende Bilder spezialisierter Interferometer befindet sich seit Oktober 2010 am „Besucher-Fokus“ des VLTI, der für kurze Instrumentenprojekte gedacht ist. Das „Precision Integrated Optics Near-infrared Imaging ExpeRiment“ (PIONIER) wurde von der Universität Grenoble gebaut und installiert und hat seit der Inbetriebnahme unter anderem Bilder von Mehrfachsternsystemen erstellt. GRAVITY, seit Anfang 2016 im Betrieb, misst mithilfe einer präzisen Laser-Metrologie astrometrische Abstände mit einer Genauigkeit von etwa 10 µas (Mikrobogensekunden) und kann auch hochauflösende Bilder im Nahinfrarotbereich aufnehmen. MATISSE, das Anfang März 2018 sein erstes Licht gesehen hat, erstellt Bilder und Spektren im thermischen Infrarot und hat MIDI abgelöst. Beide neuen Geräte können routinemäßig alle vier Großteleskope miteinander verbinden.
Die gleichzeitige Kombination aller acht Teleskope, also der vier UTs und vier ATs, ist theoretisch möglich. Tatsächlich wird die Anzahl der gleichzeitig nutzbaren Teleskope aber durch zwei Faktoren begrenzt. Erstens sind von den acht geplanten Verzögerungsleitungen derzeit nur sechs realisiert, zweitens können die bestehenden Instrumente höchstens vier Strahlengänge gleichzeitig kombinieren.

Interferometrische Aufnahme mittels PIONIER und RAPID einer Staubscheibe um ein 4.000 Lichtjahre entferntes Doppelsternsystem IRAS 08544-4431; die Seitenlänge des Bildes entspricht 0,6 Bogensekunden, 2016
Aufnahmen der zeitlichen Entwicklung des rund 12.000 Lichtjahre entfernten Sterns V766 Centauri
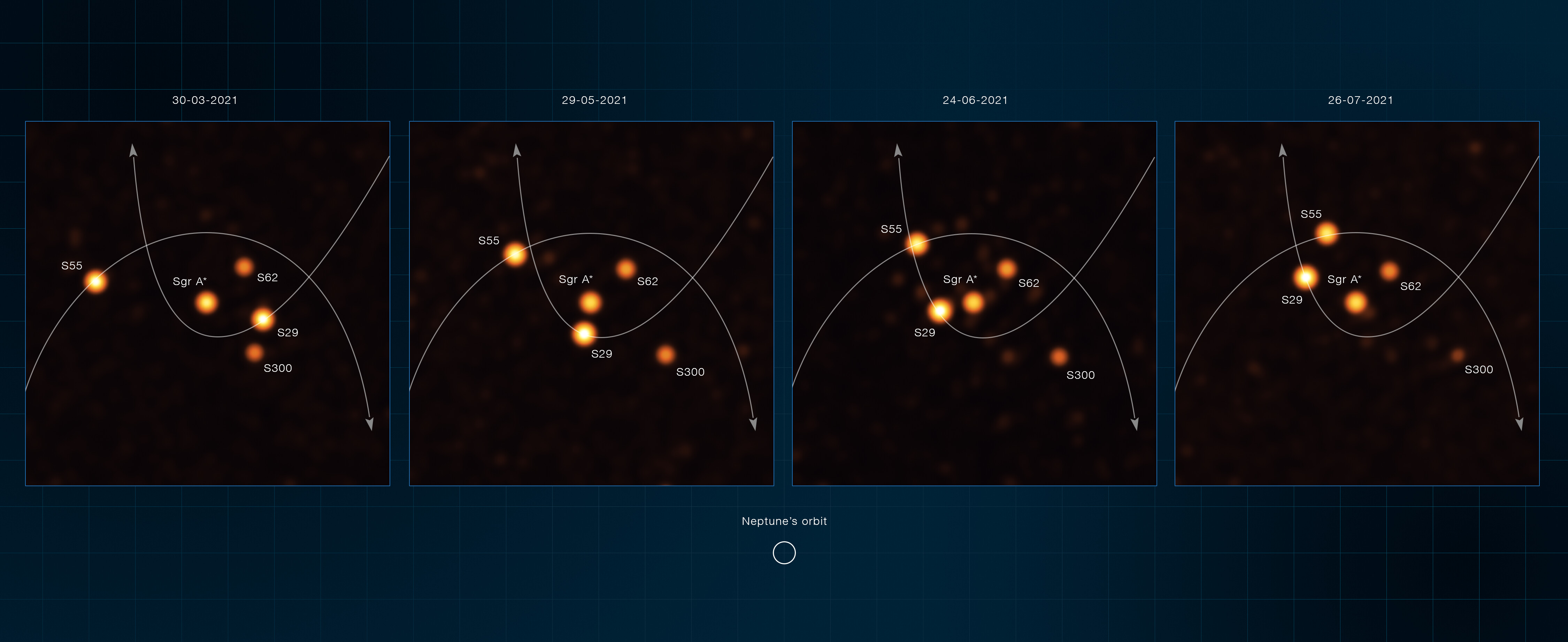
Aufnahme der Sternenbewegung um das etwa 27.000 Lichtjahre entfernte Schwarze Loch im Zentrum der Milchstraße mithilfe des VLTI-Instruments GRAVITY
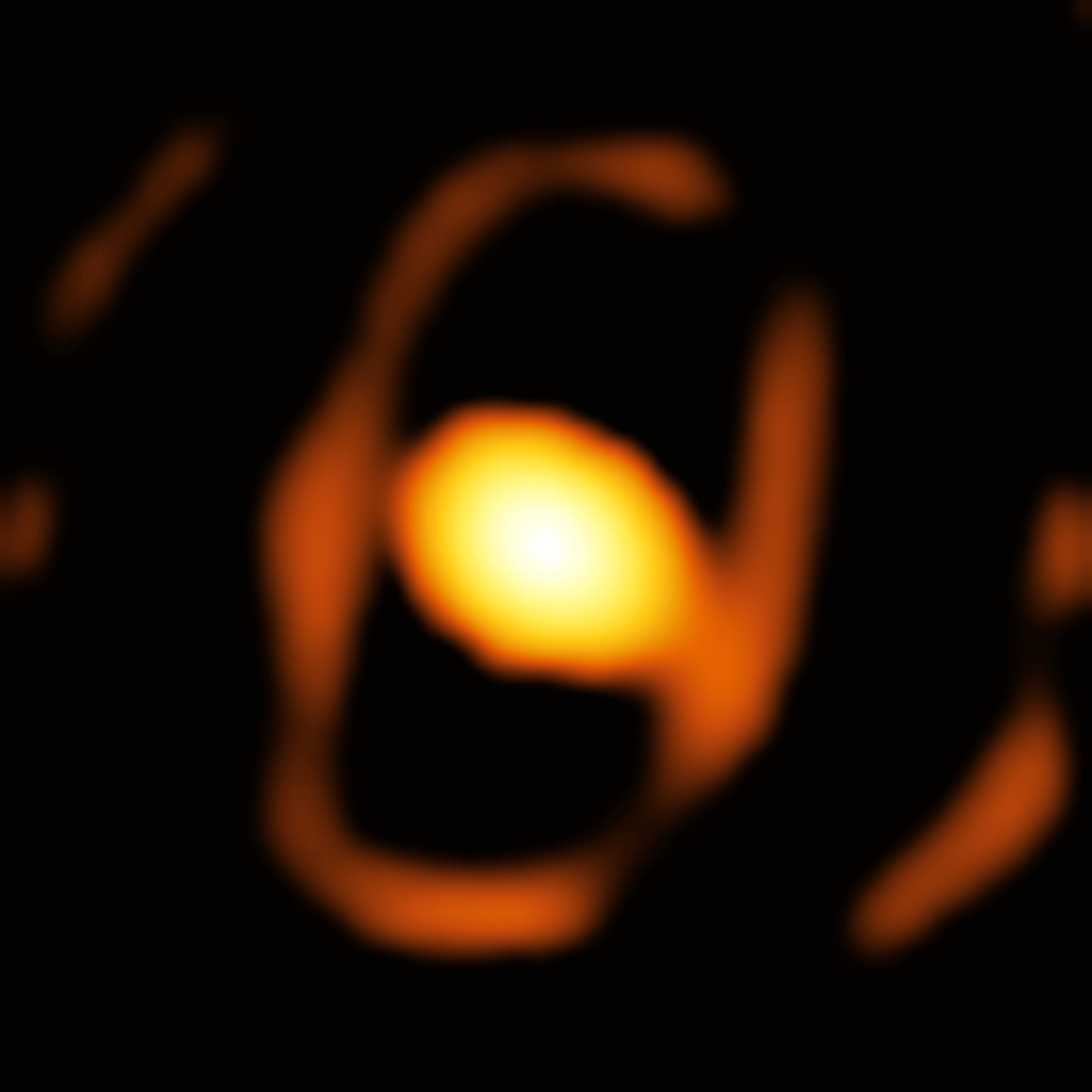
Der 160.000 Lichtjahre entfernte, in der großen Magellanschen Wolke befindliche rote Riesenstern WOH G64 abgebildet mittel GRAVITY, 2024

## Surveyteleskope

### VST

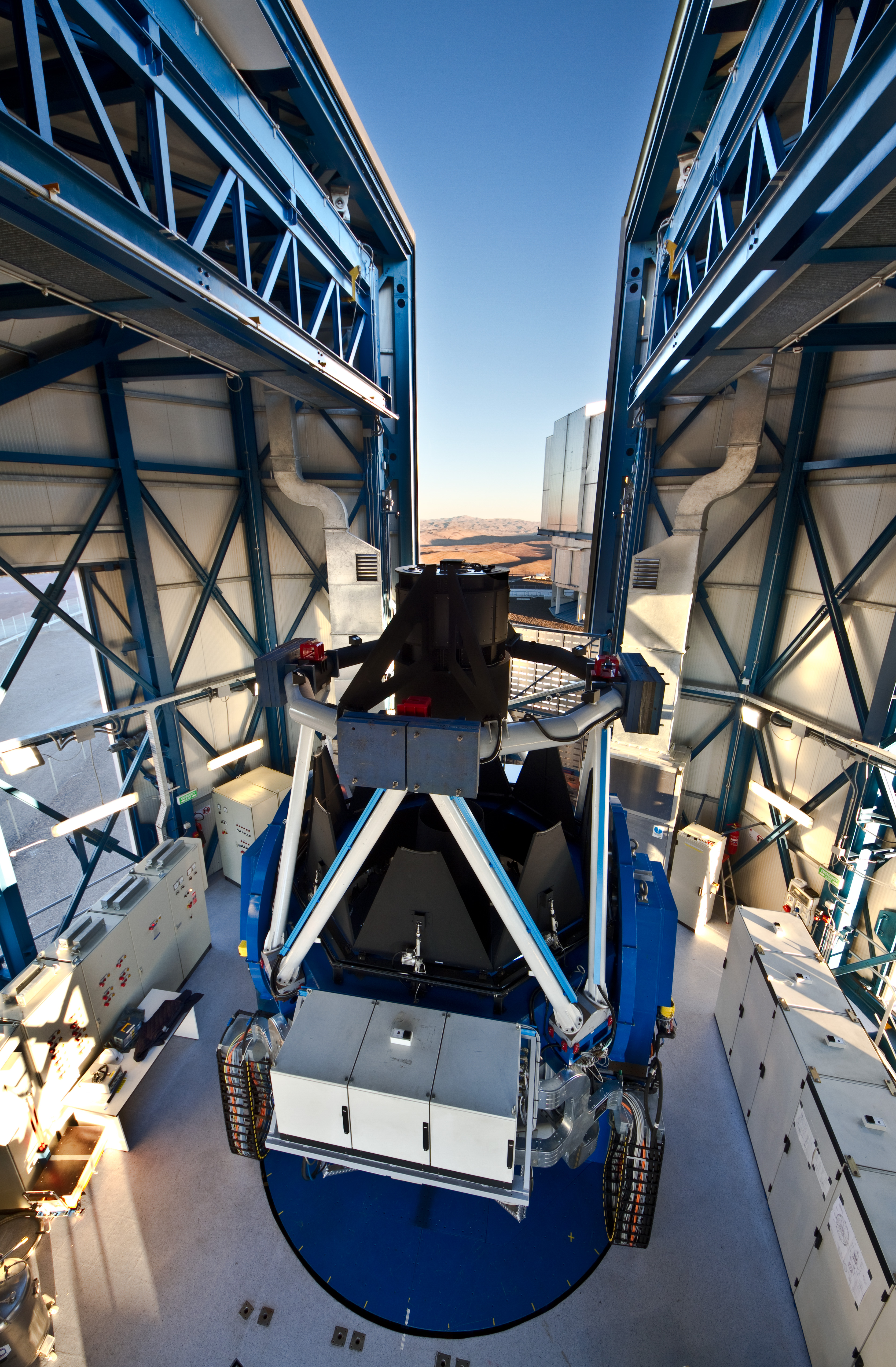
Das VST mit geöffneter Kuppel und geöffnetem Verschluss des 2,6 Meter durchmessenden Spiegels.

Das VLT Survey Telescope ist ein 2,6-Meter-Ritchey-Chrétien-Cassegrain-Teleskop mit einer Öffnungsverhältnis von f/ 5,5. Es ist, wie alle anderen Teleskope auf Paranal, azimutal montiert. Das VST hat nur ein einziges Instrument, die OmegaCam mit einem großen Gesichtsfeld von etwa 1° × 1° für Bilder im Wellenlängenbereich von 0,33 bis 1 µm. Im Jahr 2001 zerbrach der fertiggestellte Hauptspiegel auf dem Seetransport nach Chile, im Juni 2011 wurden erste Bilder veröffentlicht. Das VST wird zu 100 Prozent im Service-Mode genutzt (siehe unter Ablauf der Beobachtungen).

### VISTA

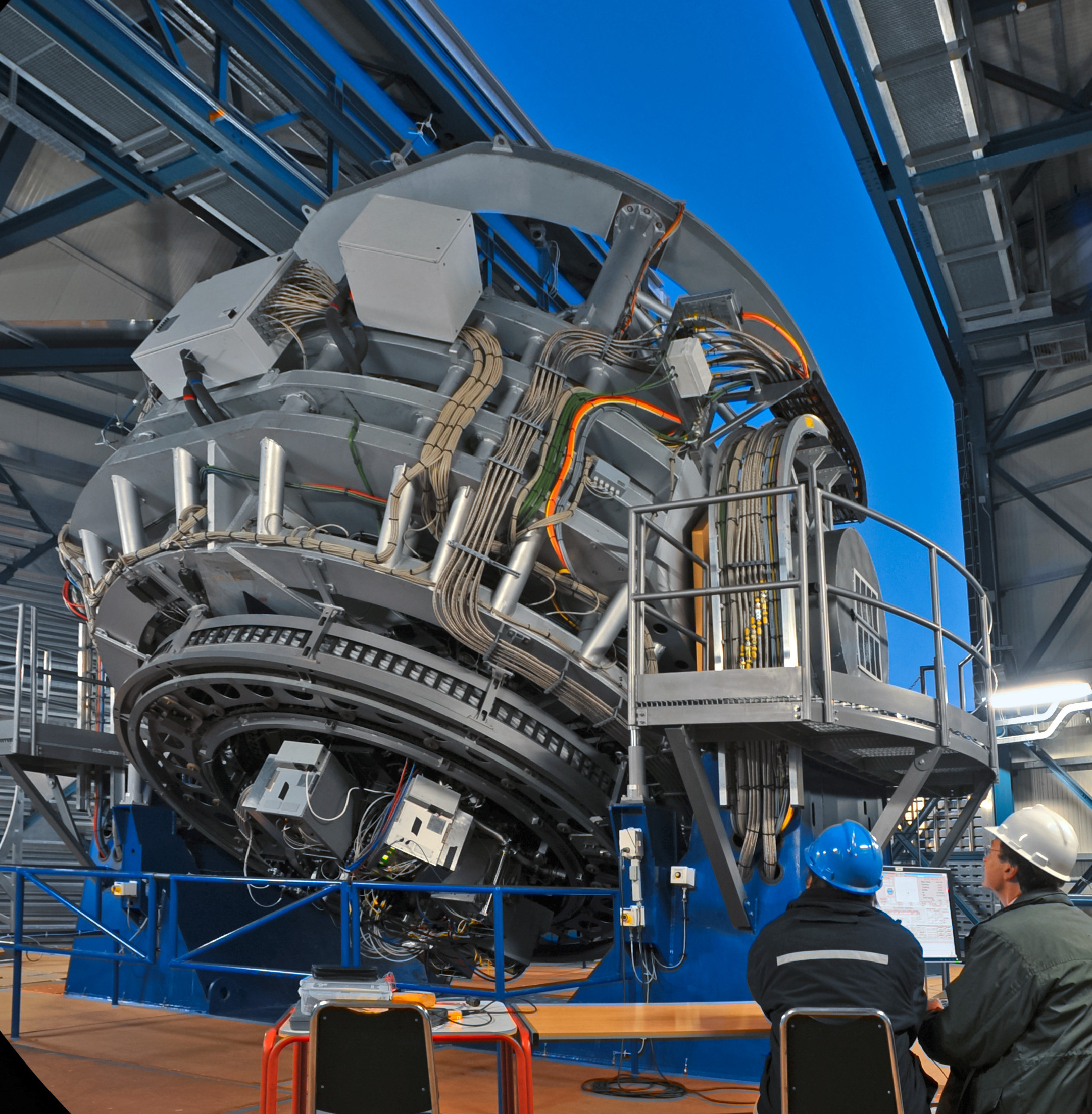
Das Teleskop VISTA mit einem 4 Meter durchmessenden Hauptspiegel

Das Visible & Infrared Survey Telescope for Astronomy ist ein 4-Meter-Teleskop, ebenfalls zur Himmelsdurchmusterung, aber im infraroten Bereich von 1 bis 2,5 µm. Sein Gesichtsfeld beträgt ebenfalls ein Quadratgrad. Es befindet sich nicht auf dem Hauptgipfel des Cerro Paranal, sondern auf einem etwa 1 km entfernten Seitengipfel, wird aber ebenfalls vom VLT-Kontrollgebäude aus gesteuert. Am 21. Juni 2008 wurde die erste Test-Beobachtung mit IR-Kamerasystem erfolgreich durchgeführt. Da der VISTA-Hauptspiegel vom selben Hersteller wie der VST-Hauptspiegel gefertigt wird, hat sich die dortige Verzögerung auch auf dieses Projekt ausgewirkt.
VISTA war ursprünglich ein nationales britisches Projekt, aber mit dem Beitritt Großbritanniens zur ESO und der Entscheidung, VISTA auf Paranal zu bauen, haben Astronomen weltweit Zugang zu diesem Teleskop erhalten.
Der Umbau des Teleskops für den optischen 4MOST-Spektrografen erforderte eine neue Korrektor-Optik mit einem Sichtfeld von 2,5°. Dies wird ab 2025 die Durchführung von spektroskopischen Durchmusterungen erlauben und über 5 Jahre mehr als 20 Millionen Spektren aufnehmen.

### NGTS
Die Next-Generation Transit Survey ist eine Einrichtung zur Himmelsdurchmusterung mit dem Ziel, Exoplaneten mit einem zwei- bis achtfachen Erddurchmesser durch die Transitmethode, also anhand scheinbarer Helligkeitsveränderungen des Zentralstern beim Vorbeiziehen des Planeten, zu entdecken.
Die Einrichtung besteht dazu aus 12 automatisch arbeitenden Teleskopen mit einem Spiegeldurchmesser von 20 cm, die jeweils eine Himmelsregion mit einem Durchmesser von etwas mehr als 3°, zusammen somit 96 Quadratgrad, erfassen können. Die Teleskope sind handelsübliche Astrografen mit einer verbesserten Streulichtblende, die das große Bildfeld durch einen hyperbolischen Spiegel gefolgt von einem dreilinsigen Korrektor erreichen. Daran ist eine im Wellenlängenbereich von 600–900 nm empfindliche CCD-Kamera angeschlossen, die eine Auflösung von 4 Millionen Bildpunkten hat.
Wenngleich der Schwerpunkt auf kleineren Planeten liegt, basiert NGTS auf dem Konzept von SuperWASP sowie den Erfahrungen daraus. Ein 2015 beginnendes vierjähriges Beobachtungsprogramm umfasst jedes Jahr vier Himmelsregionen der oben genannten Größe, wobei die entdeckten Exoplaneten in Folge mit den verschiedenen Instrumenten der Unit-Teleskope des Observatoriums weiter untersucht werden.

### SPECULOOS
Das SPECULOOS SSO (Search for habitable Planets EClipsing ULtra-cOOl Stars Southern Observatory) ist ein zum SPECULOOS-Forschungsprojekt gehörendes Ensemble von 4 Spiegelteleskopen, um zusammen mit einem ähnlichen (mit Stand Ende 2018 im Aufbau befindlichen) Ensemble auf der Nordhalbkugel (Teide, Teneriffa) erdähnliche Exoplaneten in der Nähe kühler Sterne der Spektralklasse M7 bis hin zu Braunen Zwergen zu entdecken; es baut auf der Erfahrung mit TRAPPIST auf. Der wissenschaftliche Betrieb beginnt im Januar 2019. Die Teleskope sind ferngesteuert, folgen dem Ritchey-Chrétien-Design mit einem 1 Meter durchmessenden Primärspiegel, und haben Kameras mit hoher Empfindlichkeit im nahen Infrarot. Benannt wurden die Teleskope nach vier großen Jupitermonden: Io, Europa, Ganymede und Callisto.

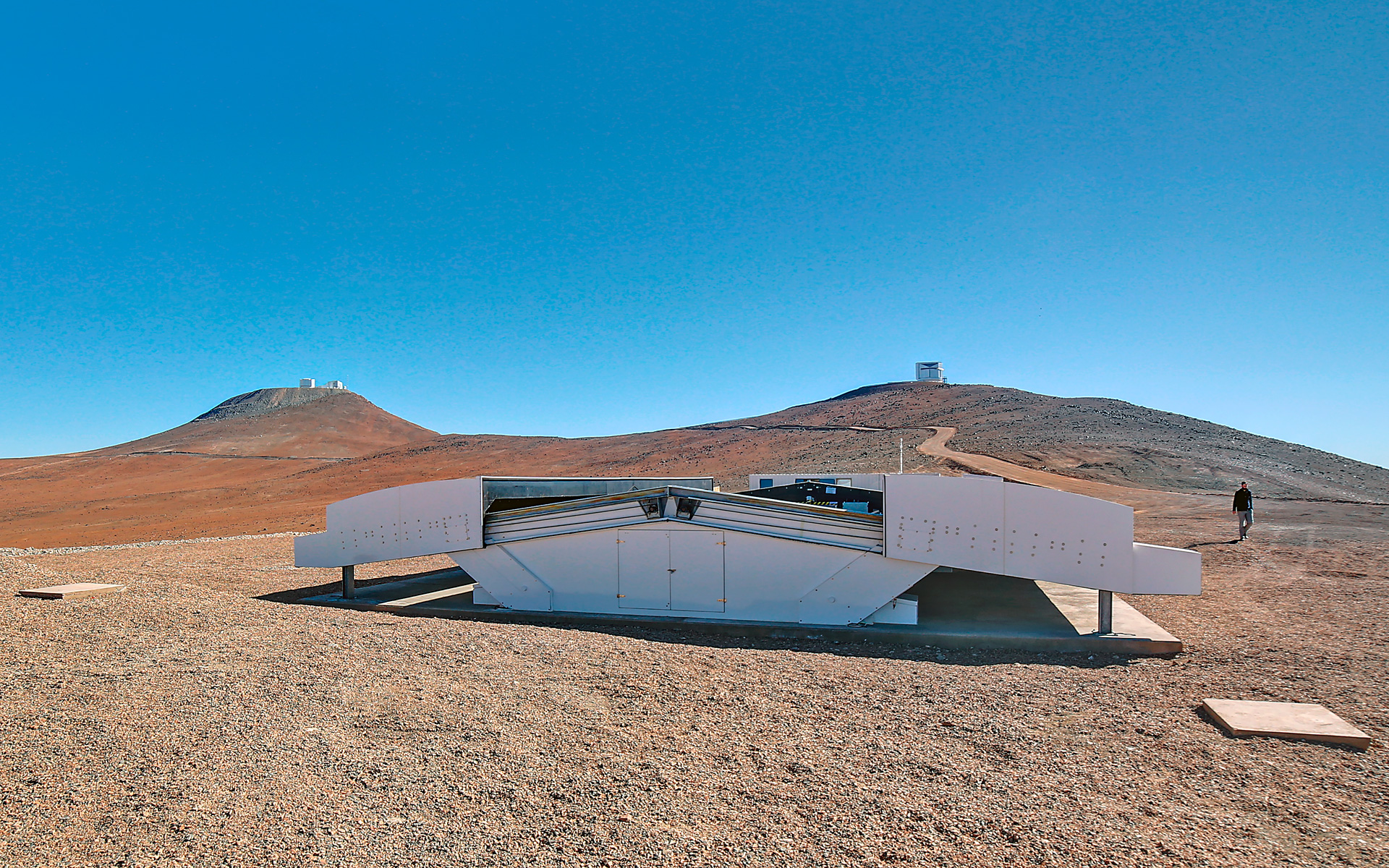
Gebäude des NGTS, die VLTs (links) und VISTA (rechts) im Hintergrund
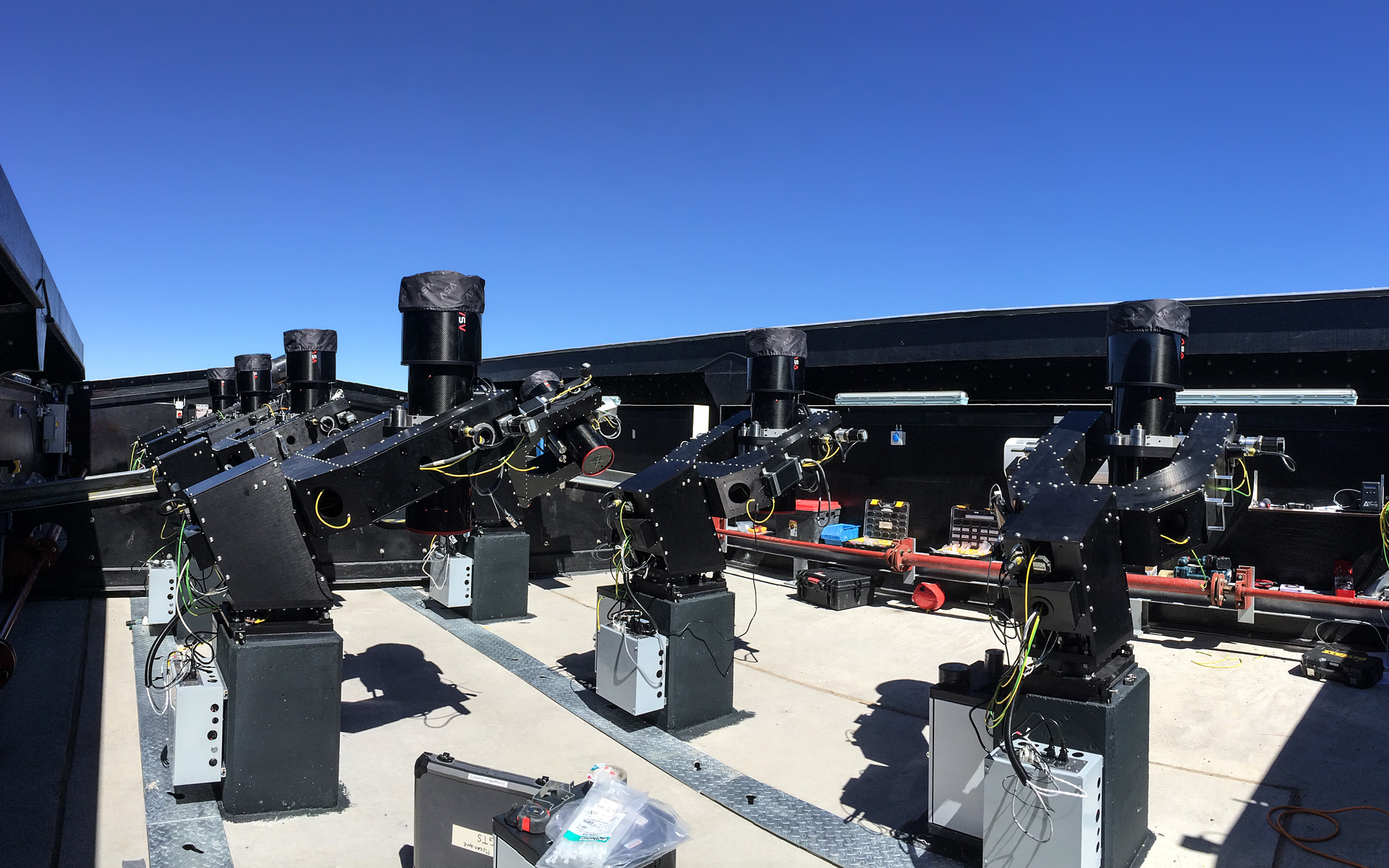
Die Aufnahme im Inneren des Gebäudes zeigt einige der zwölf automatisch arbeitenden Teleskope
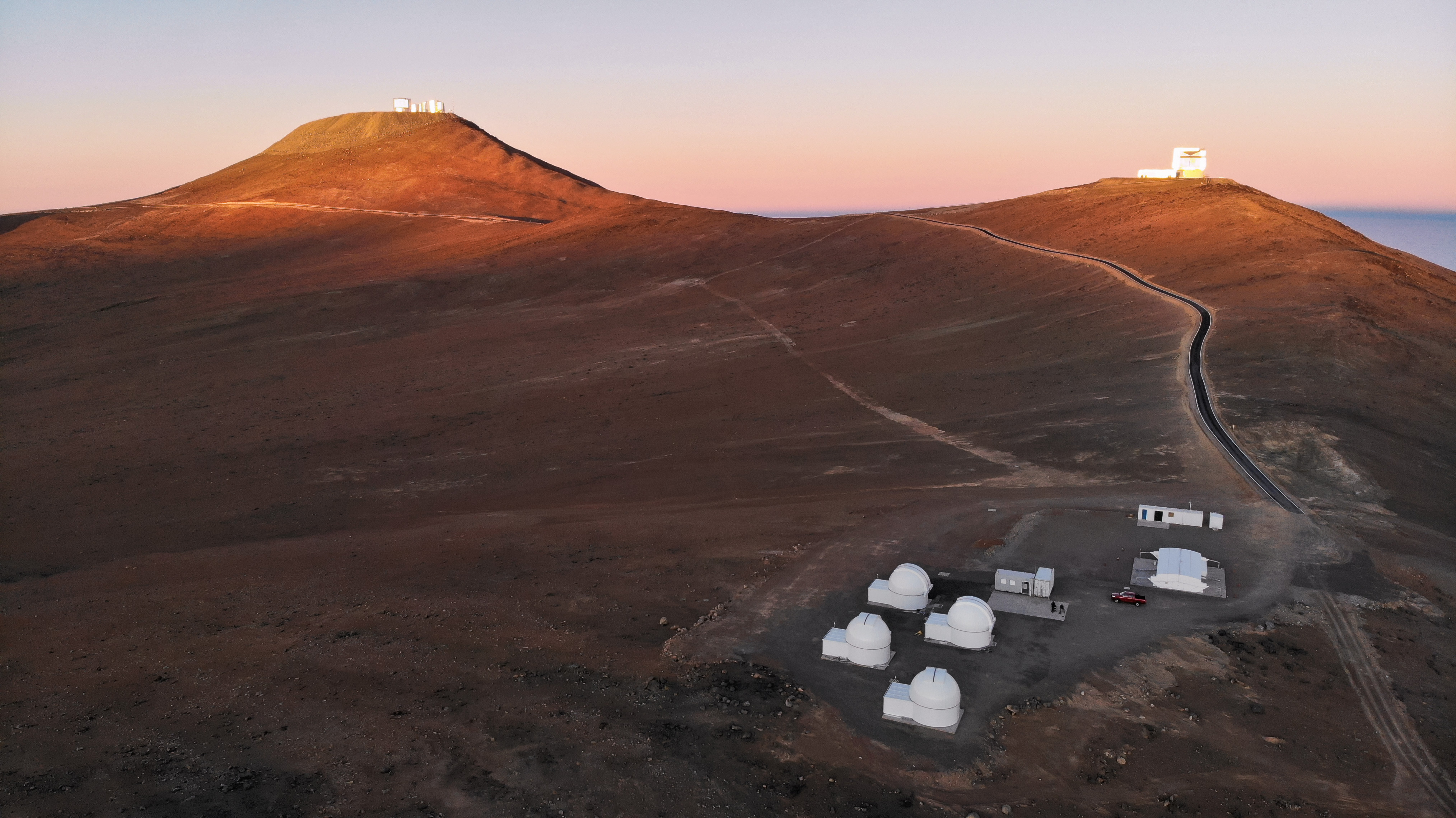
Die vier Kuppeln der SPECULOOS-Teleskope neben dem NGTS. Im Hintergrund das VISTA (rechts) und der Paranal-Gipfel.

## Beobachten am Paranal-Observatorium

Die für die bevorstehende Nacht geöffneten Teleskope auf dem Paranal-Plateau

Beobachtungszeit kann zweimal im Jahr für das übernächste Semester beantragt werden. Je nach Teleskop wird zwei- bis fünfmal so viel Zeit beantragt, wie tatsächlich vergeben werden kann. Die Vorschläge werden durch ein beratendes Gremium nach wissenschaftlicher Qualität und Dringlichkeit gewichtet. Nach der Bewilligung legt der Astronom noch zuhause den detaillierten Ablauf der Beobachtungen in sogenannten „Observing Blocks“ (OBs) fest. Entweder werden nur diese OBs, zusammen mit den gewünschten Beobachtungsbedingungen, zur Ausführung nach Paranal geschickt, zur Service-Mode-Beobachtung, oder der Astronom reist selbst zu Visitor-Mode-Beobachtungen nach Chile.

### Ablauf der Beobachtungen

Kontrollraum des Observatoriums im Kontrollgebäude

Am Teleskop befinden sich immer ein Ingenieur, der „Telescope and Instrument Operator“ (TIO), und ein Astronom, der „Nighttime Astronomer“ (NA) der ESO. Im Service-Mode entscheidet der NA anhand der Beobachtungsbedingungen, welche OBs mit Aussicht auf Erfolg ausgeführt werden können, und führt die Beobachtungen zusammen mit dem TIO durch, der für das Teleskop und den technischen Ablauf verantwortlich ist. Nachdem die Daten gespeichert sind, entscheidet der NA, ob sie den Anforderungen des Antragstellers entsprechen oder ob der OB wiederholt werden muss. Für die größtenteils aus den ESO-Mitgliedsländern stammenden, auf Paranal tätigen Astronomen bestimmt auf der anderen Seite nicht die eigene wissenschaftliche Arbeit, sondern vielmehr das Abspulen von „Serviceprogrammen“ den Arbeitsalltag.
Im Visitor-Mode kommt dem Besucher die Aufgabe zu, kritische Entscheidungen über die OBs zu treffen, die im Vorfeld nicht abschätzbar waren, also zum Beispiel wenn stark veränderliche Objekte beobachtet werden sollen. Als Nachteil hat der Besucher dagegen keinen Einfluss auf die Wetterbedingungen, unter denen sein Programm durchgeführt wird, da die Beobachtungstermine für den Visitor-Mode etwa ein halbes Jahr zuvor festgelegt werden.
Tagsüber betreut ein „Daytime Astronomer“ typischerweise je zwei Teleskope. Er führt Kalibrierungen für die Beobachtungen der letzten Nacht durch, kümmert sich um die Lösung eventuell in der Nacht aufgetretener Probleme und bereitet das Teleskop auf die nächste Nacht vor.

### Überwachung der Beobachtungsbedingungen

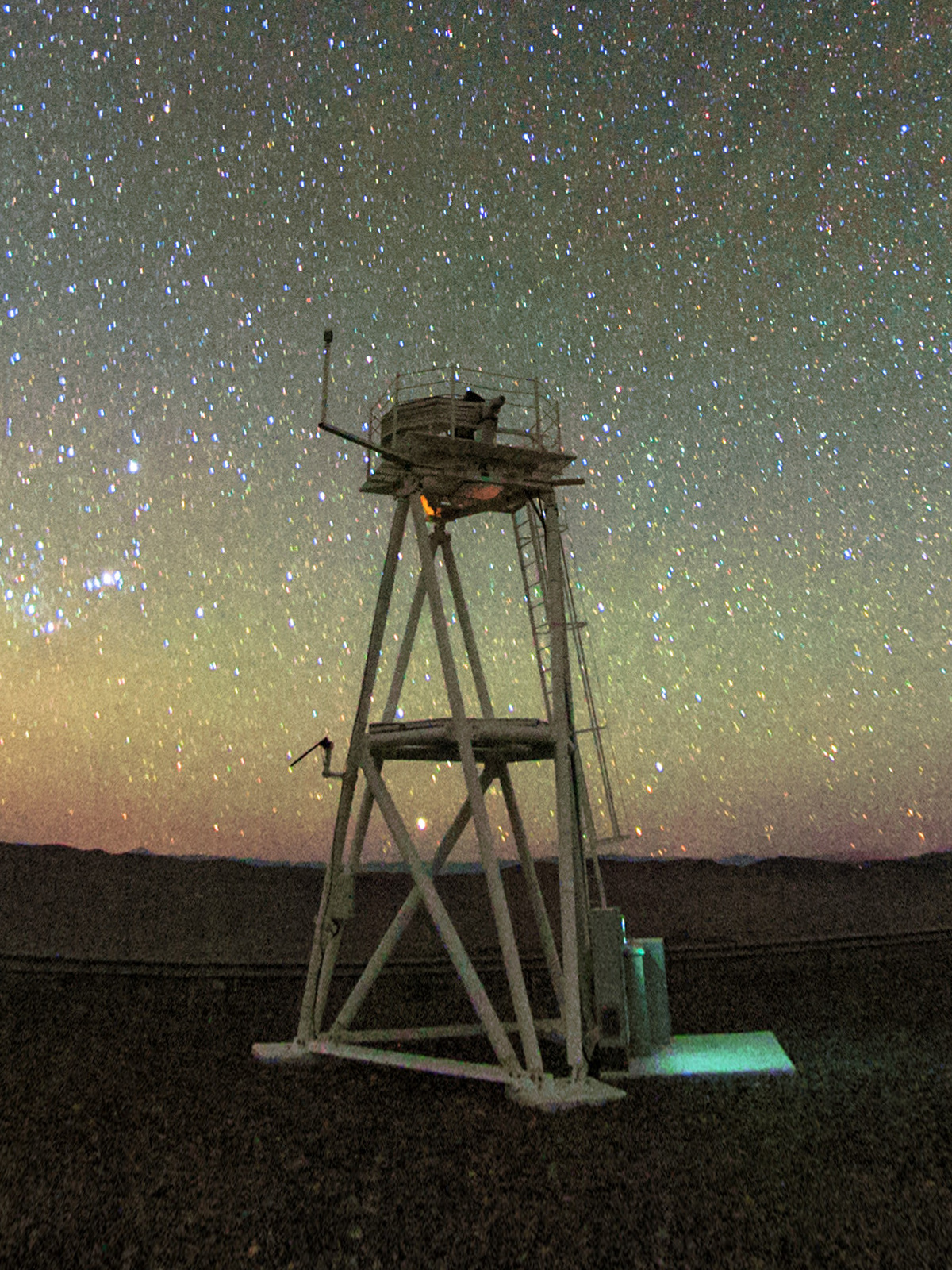
Das DIMM-Teleskop befindet sich auf einem Turm, um nicht durch bodennahe Luftturbulenzen beeinträchtigt zu werden.

Um nicht nur subjektive Eindrücke der Beobachtungsbedingungen durch die jeweils an den Teleskopen arbeitenden Ingenieure und Astronomen zu haben, wurde ein System zum „Astronomical Site Monitoring“ eingerichtet, das die Daten automatisch aufnimmt und archiviert. Neben zahlreichen Sensoren zur Messung der meteorologischen Bedingungen wie Luft- und Bodentemperatur, Luftfeuchtigkeit, Windgeschwindigkeit und -richtung sowie Staubteilchendichte werden auch speziell astronomische Kenngrößen gemessen. Das „Seeing“ wird durch ein kleines 35-cm-Spezialteleskop, das DIMM, gemessen, das die ganze Nacht über etwa alle zwei Minuten eine Messung der Bildqualität durchführt. Statt ein einfaches Bild zu machen und die Größe des abgebildeten Sterns zu messen, vergleicht es die Wellenfront zweier etwa 20 cm voneinander entfernter Sub-Aperturen mit je 4 cm Durchmesser. Dies hat den Vorteil, neben dem Seeing auch andere, besonders für die Interferometrie interessante Eigenschaften über die derzeitige Turbulenz in der Atmosphäre, zu messen. Die Transparenz der Atmosphäre wird anhand desselben Bildes gemessen, nur dass statt der Bildgröße der einfallende Fluss des Sterns gemessen und mit Tabellenwerten für eine klare Atmosphäre verglichen wird.
Ein zweites Instrument, das MASCOT (Mini All Sky Cloud Observation Tool), macht durch ein Fischaugenobjektiv Aufnahmen des gesamten Himmels und ermöglicht eine Abschätzung der Bewölkung. Zusätzlich bearbeitet ESO die aktuellen Satellitendaten, um die Beobachter an den Teleskopen mit Informationen über die zu erwartenden Beobachtungsbedingungen zu versorgen.

## Wissenschaftliche Ergebnisse
Seit dem Beginn des wissenschaftlichen Betriebs des VLT am 1. April 1999 wurden bis 2005 über 1000 Artikel in anerkannten Fachzeitschriften veröffentlicht, die auf Daten vom Paranal-Observatorium basieren. Zu den wichtigsten Ergebnissen zählen:
- Die ersten direkten Bilder eines Exoplaneten wurden mit dem VLT gemacht. Zwar ist nicht ganz sicher, ob diese Ehre GQ Lupi b oder dem Planeten 2M1207b gebührt, aber beide Bilder stammen von NACO.[28][29][30]
- Die Deep-Impact-Mission wurde von allen ESO-Teleskopen aus beobachtet. Neben Bildern wurden mit Spektrographie auch neue Ergebnisse zur chemischen Zusammensetzung des Kometen Tempel 1 gewonnen.[31][32]
- Mit ISAAC konnte die Distanz zur Galaxie NGC 300 genauer als zu jeder anderen Galaxie außerhalb der unmittelbaren Nachbarschaft der Milchstraße bestimmt werden. Derartige Entfernungsbestimmungen mit Hilfe der Cepheiden bilden eine wichtige Grundlage kosmischer Entfernungsmessungen.[33]
- Der lichtschwache Begleiter des AB Doradus wurde mit NACO-SDI erstmals direkt abgebildet, wodurch seine Masse mit Hilfe der Keplerschen Gesetze bestimmt werden konnte. Dieser Braune Zwerg ist doppelt so schwer als theoretisch erwartet, was vermutlich Änderungen an der Theorie des inneren Aufbaus der Sterne und der Häufigkeit an Planeten und braunen Zwergen erfordert.[29]
- Durch Zufall kreuzte ein heller Meteor das Gesichtsfeld des FORS 1, als gerade Spektren aufgenommen wurden. Es ist das erste genau kalibrierte Spektrum einer solchen Leuchterscheinung.[34]
- FORS 2 und ISAAC halten gemeinsam den Rekord für den am weitesten entfernten Gammablitz bei z = 6,3.[35]
- Mit dem VLTI kann nicht nur der Durchmesser, sondern die Form der Sterne bestimmt werden. Während Eta Carinae durch seinen starken Sternwind über den Polen in die Länge gezogen scheint, ist Achernar durch seine schnelle Rotation bis an die Grenze des theoretisch Möglichen abgeplattet.[36][37]
- Erstmals wurde mit dem VLTI ein extragalaktisches Objekt im mittleren infraroten Bereich bei 10 μm interferometrisch aufgelöst, der aktive Kern der Galaxie NGC 1068. Diese Seyfert-Galaxie beherbergt ein Schwarzes Loch von etwa 100 Millionen Sonnenmassen.[38]
- Anhand einer Sternbedeckung durch den Plutomond Charon am 11. Juli 2005 wurde mit dem VLT erstmals dessen genauer Durchmesser zu 1207,2 km bestimmt. Auch die Temperatur konnte mit −230 °C gemessen werden, was etwa 10 K kälter als bisher angenommen ist.[39]
- Mit Hilfe des neuen NACO SDI (NACO Simultaneous Differential Imager) am VLT wurden Anfang 2006 ein Brauner Zwerg und ein Begleiter entdeckt, die nur 12,7 Lichtjahre von der Erde entfernt sind.[40]
- Durch Beobachtungen des Braunen Zwerges 2MASS1207-3932 mit dem VLT wurde im Mai 2007 entdeckt, dass das Objekt nicht nur einen umlaufenden Planeten hat, der als erster Exoplanet direkt beobachtet wurde, sondern auch, wie junge Sterne, von einer Scheibe aus Gas und Staub umgeben ist. Außerdem konnten Astronomen nachweisen, dass der Braune Zwerg auch einen Jet hat.[41]
- Mit dem VLTI gelang es, den Stern Theta 1 Ori C im Trapez, also dem Zentralbereich des Orionnebels, als Doppelstern aufzulösen und den Orbit zwischen Januar 2007 und März 2008 zu verfolgen. Durch verschiedene Zusammenschaltungen dreier Teleskope wurde bei einer verwendeten Basislänge von 130 m mit VLTI/AMBER im Nahinfrarot (H- und K-band, 1,6 bzw. 2,2 μm) ein Auflösungsvermögen von 2 mas erreicht.[42]